# Motywy LGBT w literaturze
Motywy LGBT w literaturze obecne są od antycznych początków sztuki pisarskiej do współczesności, w której występują coraz częściej, również w innych tekstach kultury – teatrze i filmie. Dzieła te poruszają tematykę „innej” miłości zwykle z jednej z dwóch perspektyw: zewnętrznej, zajmując się jej społecznym odbiorem (często negatywnym) albo wewnętrznej, zajmując się portretowaniem osób LGBT w skali prywatności, emocji i relacji intymnych. Wątki te znaleźć można w wielu dziełach uznanego kanonu lektur głównego nurtu literatury.
W niniejszym haśle uwzględniono te motywy literackie, które dotykają sfery uczuć, miłości i erotyki innej niż heteroseksualna – gejowskiej, lesbijskiej, biseksualnej, transpłciowej, a także te zajmujące się duchową bądź cielesną nieokreślonością seksualną lub jej przemianami.
W starożytności erotyczna relacja między mężczyznami, często mająca również charakter relacji mistrz – uczeń, traktowana była naturalnie. Świadczą o tym m.in. teksty Platona mówiące o pederastii, a w wydaniu poetyckim teksty Safony wielbiącej kobiece piękno. W Biblii mowa jest o homoseksualizmie w kontekście Sodomy i Gomory. Tekst ten interpretowano jednoznacznie jako potępienie stosunków między mężczyznami, a pogląd ten zdecydowanie rzutował na europejskie piśmiennictwo, począwszy od wieków średnich. Jeszcze w wieku XX wątki związków homoseksualnych podlegały cenzurze obyczajowej. Współcześnie, w dobie poprawności politycznej i dyskursu o prawach mniejszości seksualnych, wątki LGBT pojawiają się znacznie częściej, przenikając również, choć nie bez przeszkód i kontrowersji, do kultury popularnej, w tym nawet do komiksów. Przegląd tych wątków w literaturze stanowi dobrą ilustrację przemian kulturowych i zmienności poglądów na odmienność seksualną w ciągu wieków.

## Starożytny Egipt

### Mitologia z Tekstów Piramid
Jednym z egipskich kosmogonii jest mit o bogu nazywanym Atum, praprzodku wszystkich bogów. Był on istotą posiadającą w sobie pierwiastek męski i żeński. Pierwszą parę bogów Atum spłodził w akcie masturbacji i dokonaniu samozapłodnienia własnym nasieniem, po czym wypluł boga Szu, zaś boginię Tefnut wykaszlał.
Wśród mitów pochodzących z Tekstów Piramid jest opowieść o homoseksualnym zdarzeniu między nieustannie rywalizującymi między sobą Setem i Horusem. Set był bratem Ozyrysa, który uosabiał męską żywiołowość. Jego przeciwieństwem był Horus, syn Ozyrysa. Set miał dokonać gwałtu i złożyć między pośladkami Horusa swoje nasienie. Ten jednak nie doznał uszczerbku, ponieważ zebrał nasienie Seta. Udał się następnie po pomoc do Izydy, swej matki, która uknuła podstęp, by się zemścić. Kazała Horusowi napełnić naczynie swoim nasieniem. Zawartość naczynia dodała do potrawy przyrządzonej dla Seta. W ten sposób to Set, a nie Horus został zanieczyszczony cudzym nasieniem. Obaj skłóceni bogowie stanęli przed sądem Ozyrysa. Set domagał się władzy, twierdząc, że Horus nie może być władcą, ponieważ zrobiono mu męską czynność. Syn Ozyrysa odparł, że jest odwrotnie, bo to Set ma w sobie jego nasienie i był w stanie to udowodnić.

### Księgi Umarłych
Dla starożytnych Egipcjan zbiór modlitw, zaklęć, formuł magicznych spisanych na papirusach włożonych do sarkofagu lub na ścianie grobowca miał zapewnić zmarłemu pomyślne pokonanie wszystkich etapów drogi w zaświaty i uzyskanie nieśmiertelności. W każdej z Ksiąg umarłych można przeczytać podobne wyznania tzw. spowiedzi negatywnej, jak te pochodzące z papirusu kapłana pisarza Neferhotep, przechowywanego w Muzeum Czartoryskich w Krakowie:
O Usech-Nemet, który pochodzisz z Junu! Nie popełniłem grzechów.
O Hepet-Seden, który pochodzisz a Cher-Aha! Nie rabowałem.
O Fed\nedi, który pochodzisz z Chemenu! Nie podnosiłem ręki. (...)
O Nrer-Haf, który pochodzisz z Tephet! Nie zajmowałem się samogwałtem, nie cudzołożyłem z chłopcem. (...).
Należy przy tym zaznaczyć, że sam stosunek homoseksualny nie był wówczas uważany za akt miłosny, lecz jako manifestacja dominacji jednego mężczyzny nad drugim. Stosunek taki mógł być haniebny tylko dla strony pasywnej, ponieważ oznaczał uległość, poddanie się. Dla strony aktywnej był wręcz manifestacją męskości lub formą okazania pogardy lub poniżenia.

## Mitologia starożytnych Sumerów

### Miłość Gilgamesza i Enkidu

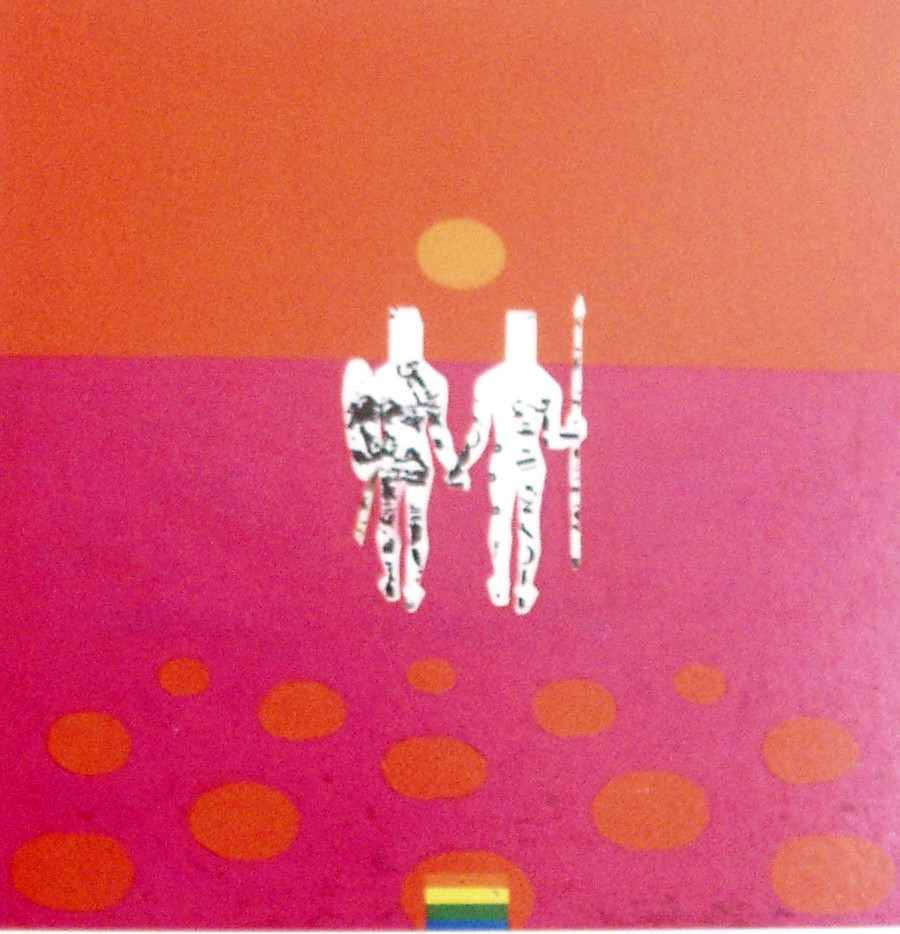
Współczesna artystyczna wypowiedź na temat Gilgamesz i Enkidu – obraz z wystawy prac Marka Żuławskiego, UMK w Toruniu, 2008

Epos o Gilgameszu jest babilońsko-asyryjskim dziełem z 2300–2200 roku p.n.e. sławiącym dzieje Gilgamesza, półboskiego władcy sumeryjskiego oraz jego przyjaciela-człowieka, Enkidu. Według eposu obaj byli początkowo zaciętymi wrogami – Enkidu stworzyli z gliny bogowie, aby powstrzymał surową rękę Gilgamesza – władcy tyranizującego lud Uruk. Początkowo był on kudłatym barbarzyńcą o nadludzkiej, zwierzęcej sile, który zamieszkał na pustyni, razem ze zwierzętami. Aby pojmać Enkidu, Gilgamesz posłał najpierw kurtyzanę Szamchad, aby go uwiodła. Enkidu ulegał jej przez sześć dni, co sprawiło, że odkrył w sobie człowieczeństwo, a zwierzęta odtąd uciekały od niego. Gilgamesz miał w tym czasie proroczy sen o wojowniku z gwiazd, który mu dorównywał we wszystkim. Jego matka tak tłumaczy sen:
Do ciebie przyjdzie potężny towarzysz, będzie wybawcą przyjaciela,
on jest najsilniejszy w kraju, siły ma,
jak gwiazda kisru Anu silne są jego moce;
będziesz go kochał jak żonę, nad nim się pochylał,
on będzie cię ciągle ratował,
dobry, ważny był twój sen.
(tabliczka I w tłumaczeniu Krystyny Łyczkowskiej)
Enkindu pozbawiony zwierzęcej mocy pozwolił się zaprowadzić do cywilizacji i przywieść przed oblicze Gilgamesza. Obaj herosi natychmiast starli się w zapasach. Długotrwała walka nie została rozstrzygnięta, a Gilgamesz i Enkidu stali się przyjaciółmi. Ich przyjaźń miała w sobie akceptowalne społecznie cechy erotyczne: wobec panującego wówczas matriarchatu, Gilgamesz prowadzi Enkidu do matki, która czyni go synem i jego bratem.
Epos w dalszej części sławi obydwu podczas polowań i walk. Enkidu musiał umrzeć ze względu na rolę, jaką odegrał w zabiciu Humbaby i niebiańskiego byka oraz zazdrość bogini Isztar o Gilgamesza – po ciężkiej chorobie zesłanej przez bogów, Enkidu zmarł w ramionach przyjaciela. Gilgamesz przez długi czas opłakiwał Enkidu, nie pozwalając pochować zmarłego. Na skale wyrył dla potomnych swoje imię i Enkidu. Gilgamesz próbował zdobyć dla Enkidu ziele nieśmiertelności, co jednak ostatecznie nie udało się. Najstarsze poetyckie dzieło literackie tak opisuje rozpacz Gilgamesza:
Dlaczego moje policzki nie mają być zapadłe, twarz zniszczona,
w sercu moim zło, wygląd marny,
dlaczego żadna troska nie ma być w moim umyśle,
a na mojej twarzy nie mają malować się trudy podróży,
dlaczego zimno i żar nie miałyby zniszczyć mojego oblicza
a ja, odziany w skórę lwa, nie mam przebiegać stepu?
Mój przyjaciel, szybki muł,
dziki osioł z gór, pantera stepu,
Enkidu, szybki muł, dziki osioł z gór, pantera stepu,
my, którzy wszystko osiągnęliśmy, weszliśmy na górę,
którzy Byka Niebiańskiego pojmaliśmy i pokonali,
Huwawę zniszczyliśmy, który w Lesie Cedrowym mieszkał,
na przełęczach górskich lwa zabiliśmy,
Enkidu, którego bardzo kochałem i który ze mną przez wszystkie trudy przeszedł
jego dosięgło przeznaczenie ludzkości.
Sześć dni i siedem nocy płakałem po nim, nie pozwalałem go pochować,
aż mu robak wyszedł z nosa.
Odtąd boję się śmierci i błądzę po stepie,
sprawa mego przyjaciela gnębi mnie bardzo!
Daleką drogą przebiegam step.
Sprawa mego przyjaciela gnębi mnie bardzo!
Daleką drogą przebiegam step,
jak mogę milczeć, jak mogę być cicho?
Mój przyjaciel, którego tak kochałem, obrócił się w glinę,
Enkidu, którego tak kochałem, obrócił się w glinę!
(tabliczka X w tłumaczeniu Krystyny Łyczkowskiej)

## Antyczne mity Greków

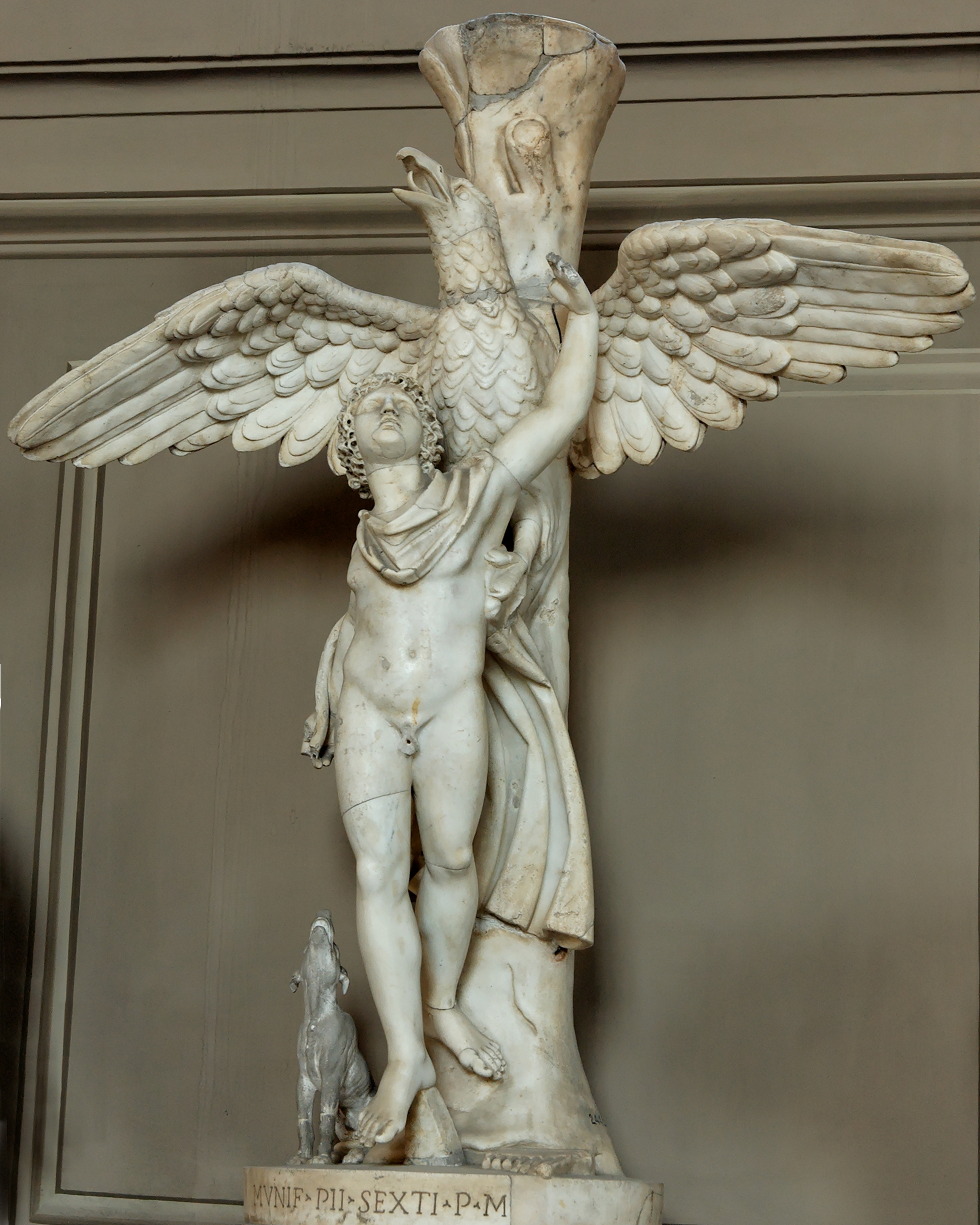
Zeus porywający Ganimedesa, rzeźba w Muzeum Watykańskim

Literatura i filozofia starożytnej Grecji ma swoje źródła w mitach, w których pojawiają się również konteksty związane z LGBT, w tym również takie, które powracają w nowożytnych dziełach literackich. Z antycznych dzieł wymienić można tu dzieła Owidiusza, Homera i Wergiliusza; z późniejszych choćby Goethego i jego wiersz Ganimedes z 1774 r. Wiele spośród antycznych wątków pojawia się także w homoerotycznej poezji współczesnego twórcy Konstandinosa Kawafisa.

### Zeus i Ganimedes
Mity greckie przekazały nam, że sam władca bogów olimpijskich Zeus wśród rozlicznych przygód miłosnych miał inspirowane erotycznie zauroczenie pięknym Ganimedesem. Miał być on synem króla Trosa (od którego imienia wywodzi się nazwa Troi) i najpiękniejszym młodzieńcem na ziemi. Zamieniając się uprzednio w orła, Zeus porwał młodzieńca z równiny trojańskiej na Olimpi uczynił swoim kochankiem i nieśmiertelnym podczaszym bogów. Wątek ten pojawia się w Iliadzie (XX.231-235), w O bogach Apollodorosa (III.12.2), w Eneidzie (V.252) Wergiliusza i Przemianach (X.155) Owidiusza.
Platon w Fajdrosie (79) podpierał mitem o Ganimedesie własne uczucia, jakie żywił wobec swoich uczniów, jednak już w Prawach (I.8) potępiał homoseksualizm jako niezgodny z naturą i dyskredytował mit jako czysty wymysł. Do homoseksualnej relacji Zeusa i Ganimedesa wielokrotnie nawiązywali, nierzadko w bardzo jednoznaczny sposób, Rzymianie – Marcjalis (m.in. w epigramach II 43 i IX 36) oraz Juwenalis. Wśród współcześniejszych twórców można wspomnieć wymienionych na wstępie Goethego i Kawafisa.

### Apollo i Hiacynt oraz Tamyris

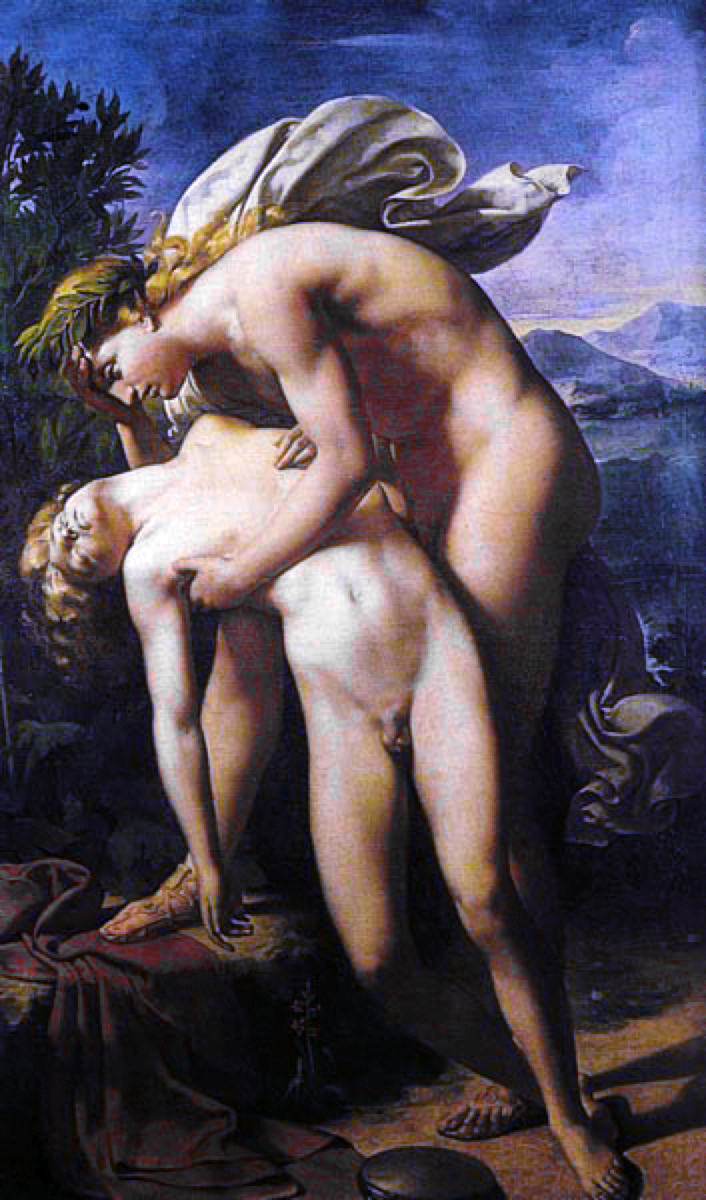
Śmierć Hiacynta, Merry-Joseph Blondel

Pięknym młodzieńcem, który oczarował boga, miał być również Hiacynt (Hiakintos), spartański książę, w którym zakochał się Apollo. Bóg tak go sobie upodobał, że nauczał młodzieńca strzelania z łuku oraz grania na cytrze. Miłość zakończyła się tragicznie, gdy oblubieniec zginął raniony przez boga przez przypadek dyskiem. Według innej wersji to Zefir, zazdrosny o chłopca, skierował lot dysku tak, aby trafił go śmiertelnie w głowę.
Według jeszcze innych przekazów w Hiacyncie zakochał się wcześniej poeta Tamyris, który miał być według mitu pierwszym mężczyzną, który zalecał się do osoby tej samej płci. Rywalizował z Apollem o wdzięki Hiacynta i przechwalał się przy tym, że potrafi piękniej śpiewać niż same muzy. Apollo złośliwie doniósł o tym muzom, które pozbawiły poetę głosu, wzroku i umiejętności gry na harfie. Różne wersje tej opowieści znamy z Iliady (II.595-600), Rozmowy bogów Lukiana (14), Wędrówek po Helladzie Pauzaniasza (księga III.1.3) i O bogach Apollodorosa (1.3.3).

### Pelops i Posejdon
Kochankami byli również królewicz Pelops i władca mórz Posejdon. Pelops był synem króla Tantala, i padł jego ofiarą – zabity miał być podany na ucztę bogom olimpijskim. Po ukaraniu ojca Zeus postanowił ponadto przywrócić Pelopsa do życia. Nakazał Hermesowi zebrać wszystkie członki syna Tantala. Zagotowano je ponownie w tym samym kotle, po czym Zeus wypowiedział zaklęcia, a Mojra Kloto na powrót złączyła wszystkie członki. Z kotła wyłonił się młodzieniec tak wielkiej urody, że Posejdon z miejsca się w nim zakochał i uwiódł na Olimp w rydwanie zaprzężonym w złote rumaki. Król mórz mianował go swym podczaszym i kochankiem, jak wcześniej Zeus Ganimedesa oraz odtąd stale raczył ambrozją. O historii tej wspomina Pierwsza Oda Olimpijska Pindara (I.37 i nast.), O bogach Apollodorosa (II.3), Charidemus Lukiana (7), Przemiany Owidiusza (VI.406), O Likofronie Jana Tzetzesa (152) oraz Wędrówki po Helladzie Pauzaniasz (księga V.13.3).

### Minos i jego bracia
Owocami romansu Zeusa i Europy porzuconej przez boga na Krecie było trzech synów: Minos, Radamantys i Sarpedon. Gdy matka poślubiła króla Krety, Asteriona, a ich małżeństwo okazało się bezdzietne, król adoptował chłopców. Według mitu bracia po dojściu do pełnoletności zakochali się równocześnie w pięknym chłopcu, Miletosie, synu Apollina i nimfy Arei. Zauroczenie doprowadziło do kłótni między braćmi, a chłopiec ostatecznie odwzajemnił uczucie Sarpedona. Doprowadziło to do tego, że Minos wygnał Miletosa z wyspy, który uszedł z niej wraz z wielką flotą do Karii w Azji Mniejszej, gdzie założył miasto Milet. Według innych wersji, chłopcem, który wywołał kłótnię braci, był Atymnios, syn Zeusa i Kasjopei lub Fojniks.
Opowieść o miłości trzech braci do chłopca opisali m.in. Diodor Sycylijski (IV.60), Apollodoros (III.i.2), Owidiusz w Przemianach (IX.442) oraz Antoninus Liberalis w Zbiorze przemian (30).

### Kochankowie Heraklesa – Jolaos, Hylas i Eurysteus

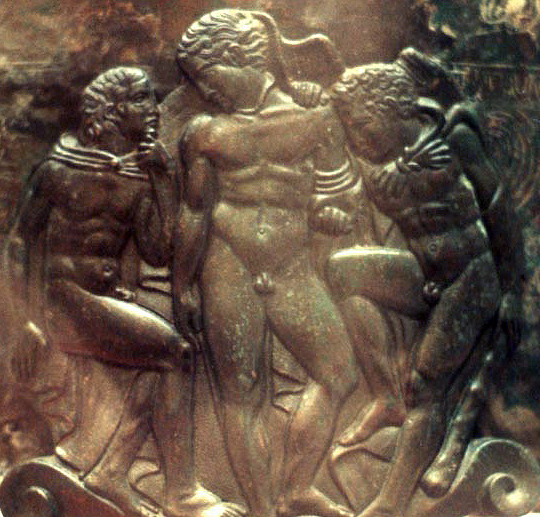
Herakles, Jolaos i Eros na etruskiej wazie z IV w. p.n.e.

Homoseksualne stosunki miały łączyć mitycznego herosa Heraklesa z jego towarzyszami: Jolaosem, Hylasem oraz Eurysteusem. Zażyłość ta oraz zbytkowna zbroja Heraklesa miały tłumaczyć tebańskie zwyczaje wojskowe. Jalaos był siostrzeńcem Heraklesa, który asystował przy dwunastu pracach jako powożący rydwanem albo noszący Heraklesowi tarczę. Hylas Dryopejczyk był Argonautą i synem króla Tejodamasa i nimfy Menodike, którego Herakles porwał rodzicom, gdy Hylas był jeszcze niemowlęciem. Eurysteus to król Teb znany z tego, że to on dyktował Heraklesowi dwanaście prac.
O miłości Heraklesa do Hylasa wspomina Teokryt w jednej spośród Sielanek zatytułowanej Hylas oraz Apollonios z Rodos w dziele Argonautica.

### Lajos i Chrysippos
Mitologiczny Lajos, tebański król, małżonek Jokasty i ojciec Edypa, uwiódł i porwał pięknego chłopca Chrysipposa. Chłopiec ten uchodził za syna króla Pelopsa i Hippodamei. W rzeczywistości miał być nieślubnym synem Pelopsa i nimfy Astychone. Lajos, wygnany z Teb, gościł w Pizie u Pelopsa. Wówczas poznał Chrysipposa, którego uczył sztuki powożenia rydwanem i zakochał się w nim. Gdy wyrok banicji na Lajosie został unieważniony, wywiózł on chłopca z Igrzysk Nemejskich na swym rydwanie i uprowadził do Teb jako swojego nałożnika.
Bogini Hera, będąca patronką wierności małżeńskiej, zesłała na Tebańczyków Sfinksa, aby spustoszył polis za to, że nie potępili oni bluźnierczej miłości swojego władcy. Samego Lajosa dosięgła kara, gdy znalazł śmierć z ręki Edypa, który nie rozpoznał w nim ojca. Chrysippos miał popełnić samobójstwo ze wstydu, według innej wersji został zabity przez swoich przyrodnich braci – Atreusa i Tiestesa nasłanych przez Hippomadeję albo że to ona sama go zabiła w obawie przed pominięciem swoich synów w sukcesji.
Mit uczynił Teby źródłem pederastii. Czasem rozumiano ją w tym przypadku z negatywną konotacją, która stąd miała szerzyć się na świat jako grzech i zagrożenie społeczne. Niektórzy utrzymywali zaś, że właśnie Lajos, a nie Tamyris czy Minos, był pierwszym greckim pederastą i dlatego Tebańczycy nie tylko nie potępiali miłości między mężczyznami, ale z tego powodu utworzyli Święty Zastęp wojowników, składający się z chłopców i ich miłośników. O historii Lajosa i Chrysipposa można przeczytać m.in. u Apollodorosa w O bogach (III.5.5), w Fabulae Hygina (85 i 271), u Uczcie mędrców Atenajosa (XIII.79), Żywotach Plutarcha (33) i Varia historia Aeliana (XII.5).

### Hermafrodyta i Androgyne

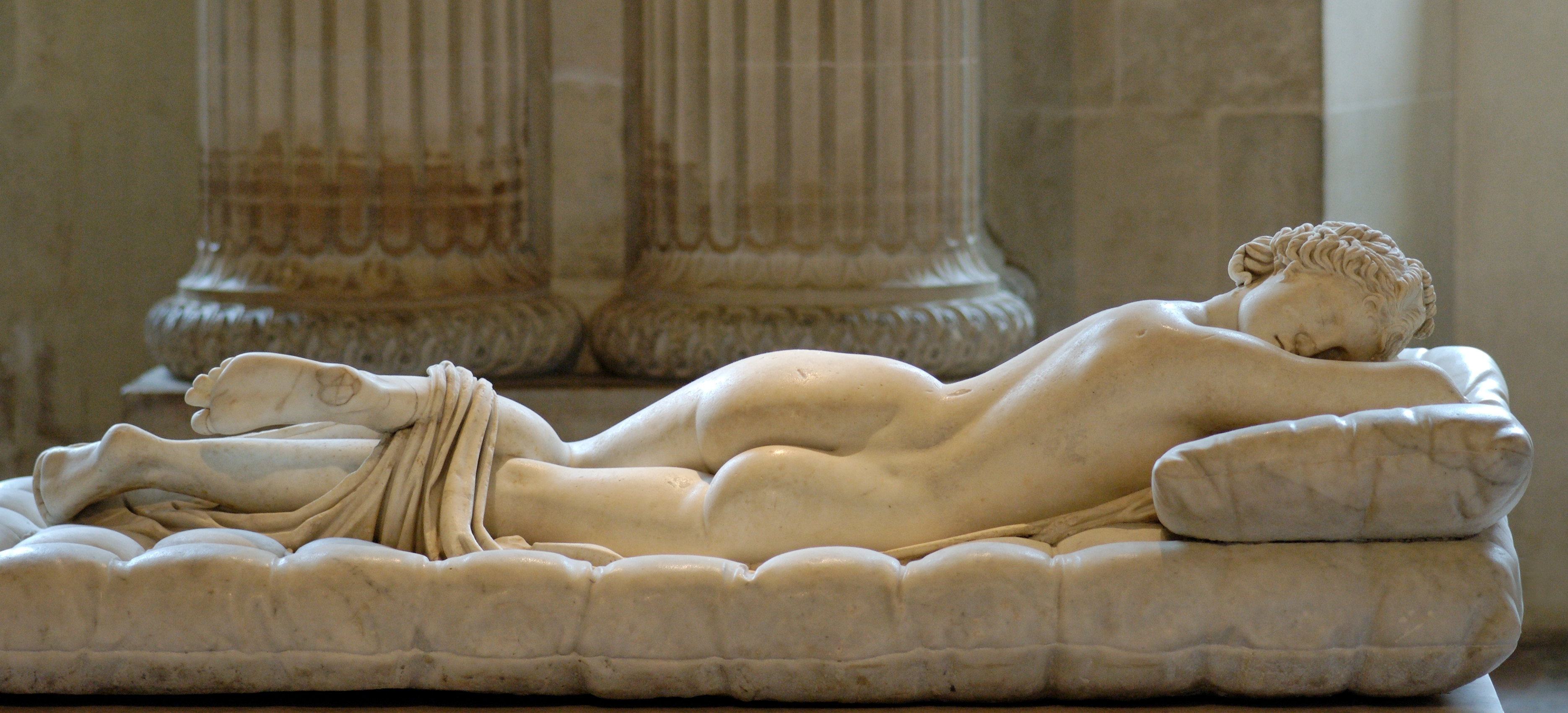
Śpiący Hermafrodyta, rzeźba w zbiorach Luwru

Hermafrodyta w tradycji starożytnej był androgynicznym bóstwem czczonym m.in. na Cyprze i Rodos. W mitologii występuje jako postać młodzieńca, syna Hermesa i Afrodyty, w którym zakochała się nimfa Salmakis. Gdy ten pozostawał nieczuły na zaloty, nimfa uprosiła bogów, aby złączyli ją z nim w jedną istotę o cechach obydwu płci. Podaje się również wersję o Hermafrodycie jako urodzonej, dwupłciowej istocie o wyglądzie młodzieńca o kobiecych piersiach i długich włosach. Obecność Hermafrodyty w mitach, podobnie jak Androgyne, czyli kobiety z męską brodą, wyjaśnia się religijnym i społecznym przejściem z systemu matriarchalnego do patriarchatu.
O Hermafrodycie wspominają m.in. Diodor z Sycylii w Bibliotece historycznej (4.6) i Pindar w scholi do Ód pytyjskich (VIII.24).

### Achilles i Patrokles

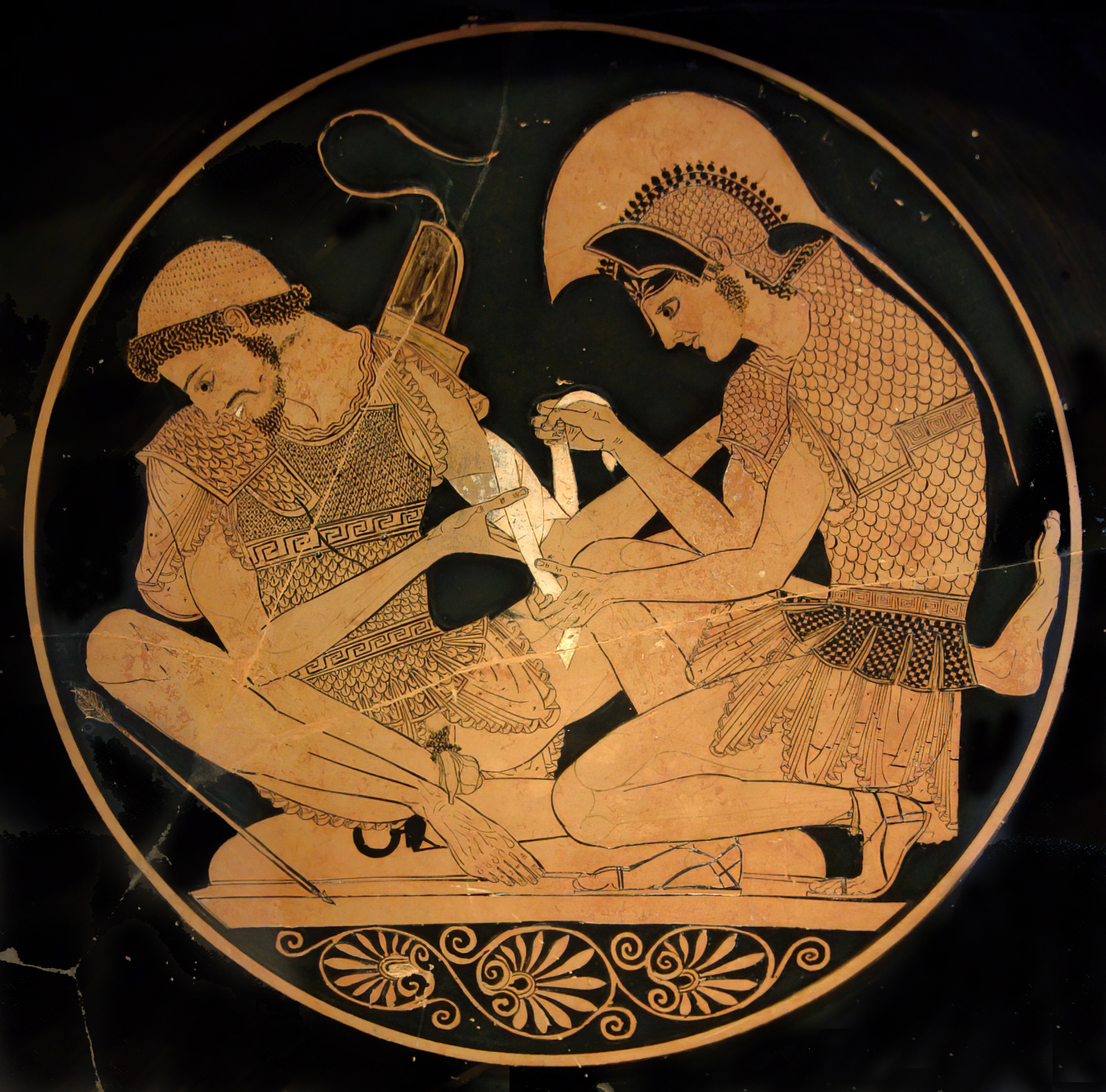
Achilles i Patrokles na ceramice z ok. 500 r. p.n.e.

Z mitologii greckiej pochodzi również postać Achillesa, bohatera Iliady, o którym wiadome było, że wielką miłością obdarzał najpierw Patroklesa, a po jego śmierci Poliksenę. Homer wprawdzie nie wspomina o erotycznych szczegółach, jednak według niektórych interpretacji można się w tych uczuciach doszukiwać pewnej ambiwalencji. Interpretacja taka opiera się o podobieństwo do sumeryjskiej pary Gilgamesz – Enkidu: dwaj nierozłączni wojownicy, śmierć jednego z nich i rozpacz drugiego, który nie pozwala pochować kochanka. O uczuciu łączącym Achillesa i Patroklesa, dużo głębszym niż tylko braterska przyjaźń, pisał Ajschylos w Myrmidionach. Ponadto do tej relacji odnosił się Platon w Uczcie (gr. Συμπόσιον Sympósion) – postać Fajdrosa w tym dialogu analizuje ich związek wskazując Achillesa jako oblubieńca (ἐρώμενος, eromenos), natomiast Patroklesa jako miłośnika (ἐραστής, erastes). O pewnym utrwaleniu się takiego postrzegania związku dwóch wojowników świadczy przypadek Aleksandra Macedońskiego, który mówił o swoim związku z Hefajstionem jako o nowym wcieleniu Achillesa i Patroklesa.

## Literatura starożytnej Grecji
Oprócz wymienionych wcześniej dzieł mitograficznych, wątki dotyczące LGBT pojawiają się w wielu innych, pozamitologicznych utworach, przy czym zdecydowana większość znanych nam do dzisiaj tekstów dotyczy homoseksualnej miłości męskiej.

### Poezja Teognisa z Megary
Pierwsze znane teksty homoerotyczne Grecji to ostatnie 164 wersy (tzw. Księga II) zespołu utworów poetyckich przypisywanych Teognisowi z Megary. Zostały napisane w IV wieku p.n.e. i stanowią szereg krótkich wierszy adresowanych do chłopców lub wyznających uczucia związane z nimi.

### Komedie Arystofanesa
Homoseksualizm dostarczał wiele materiału humorystycznego dla Arystofanesa (446–385 p.n.e.). Znanych jest wiele motywów w jego komediach, jawnie odwołujących się do homoseksualnej seksualności, którą Arystofanes traktował jako swego rodzaju arystokratyczny libertynizm. Pojawiają się one w jakimś stopniu w każdej z zachowanych komedii Arystofanesa. Żartował sobie z takich praktyk czasem w dość grubiański sposób. W komedii Pokój wspomina o włóczeniu się jednego z bohaterów po palestrach i wabieniu chłopców. W Ptakach jedna z postaci planuje spotkanie z pięknym chłopcem. W Rycerzach postać Sługi rzuca niewybrednym epitetem seksualnym (w. 433), a karykaturalny Kiełbaśnik przekonując Luda o swym oddaniu, porównuje je do zalotów do młodzieńca (w. 746-752). Wielokrotnie też otwarcie wyśmiewa obywateli wymienianych przez niego z imienia, a znanych z upodobań do tej samej płci – Kleonima i Klejstenesa. Drwi z nich m.in. w komedii Rycerze (w. 979, 1397 i 1398) jak i w późniejszych Chmurach (w. 405 i 409).

### Dzieła Platona

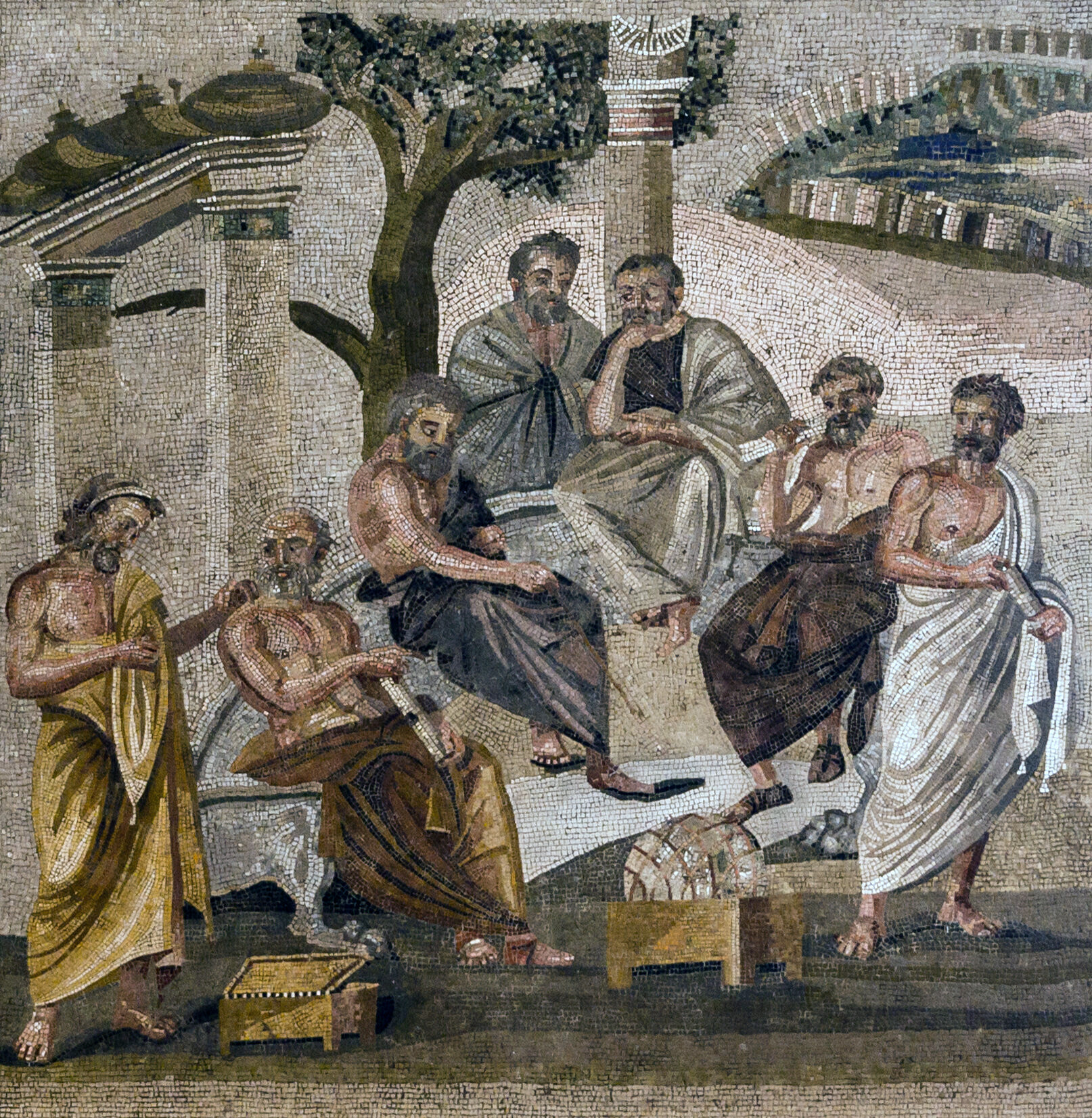
Akademia Platońska na mozaice z Pompei

Platon w dwóch dziełach Uczta i Fajdros poświęca miłości między mężczyznami wiele miejsca. Homoseksualną miłość wzbudzoną przez piękno zmysłowe traktuje jako punkt wyjścia dla swojej metafizyki.

### Krytyczne podejście Ksenofonta i Arystotelesa
W Historii greckiej napisanej przez Ksenofonta, ucznia Sokratesa, znaleźć można fragmenty związane z pederastią w rozumieniu starożytnym, czyli usankcjonowanego obyczajami związku między mężczyzną a młodzieńcem. W księdze IV wspomina taki związek między Eualkesem, synem Atenajosa, a synem króla Parapity. Pod koniec tej samej księgi nadmienia też o mężnym Anaksibiosie, osłaniającym odwrót wojsk, przy którym zginął również jego kochanek. Z dzieła Ksenofonta wynika, że kochanków miewali również żonaci starożytni Grecy. Wspomina o tym w księdze VI przy relacji z okoliczności zabójstwa Aleksandra. Większy fragment dotyczący uczuć między mężczyznami znajduje się w księdze V. Opisana jest w niej historia miłości Archidamosa, syna Agesilaosa do pięknego młodzieńca Kleonymosa, która to miłość doprowadziła do ocalenia jego ojca, Sfodriasa. Ocenia się, że fragment ten jest odbiciem poglądów Ksenofonta na temat wartości wychowawczych miłości do pięknych chłopców.
Nieco później Ksenofont wyraził zupełnie odmienne opinie, pisząc replikę do Platońskiej Uczty. Zdecydowanie negatywne zdanie miał zaś na ten temat Arystoteles, który w Etyce Nikomachejskiej zaliczył homoseksualizm do chorób i porównywał z wynaturzeniami takimi jak kanibalizm i okrucieństwo. Z jego punktu widzenia miłość między mężczyznami stanowiła antynaturę.

### Mowy Ajschinesa
Przeciw Timarchosowi to najistotniejsza z zachowanych mów Ajschinesa, będąca mową oskarżycielską przeciwko jednemu z ateńskich polityków. W 346 r. p.n.e. niejaki Timarchos posądzany był o zachowanie niegodne dla sprawowania funkcji publicznych. Sprawa stanowiła jeden z wątków wieloletniego politycznego sporu pomiędzy Ajschinesem a Demostenesem. Występkiem, jakiego miał się dopuścić Timarchos, było sprzedawanie swojego ciała za pieniądze w młodości. Ajschines dyskredytuje swoich przeciwników politycznych, opowiadając ze szczegółami i ubarwieniami związki młodego Tymarchosa najpierw z pewnym lekarzem w Pireusie, później zaś kolejno z Migolasem, Antyklesem i Pittakosem.

### Epigramaty greckie

Safona i Alkajos, Lawrence Alma-Tadema, 1881

Homoseksualnej erotyce poświęcono wiele epigramatów greckich. Włączane były do kolejnych antologii poetyckich. Należy do nich m.in. Wieniec autorstwa Meleagra z Gadary (ok. 60 rok p.n.e.). Antologia Grecka, zebrana przez Konstantinosa Kefalosa (X w. n.e.), zawiera ich ponad 300, kolejna to Antologia Planudejska oraz inne pomniejsze zbiory. Wśród autorów tych epigramatów wymienia się m.in. Stratona z Sardes i jego Muzę chłopięcą zamieszczoną w Antologii Palatyńskiej. Straton zyskał też sławę jako autor antologii epigramatów o miłości homoseksualnej, która zawierała jego własne utwory i utwory innych poetów greckich m.in. Alkajosa z Mityleny, Kallimacha z Cyreny i Meleagera z Gadary.

### Poezja Safony
Miłość lesbijską w antycznej poezji greckiej reprezentowała Safona, choć jej utwory o tej tematyce znamy tylko fragmentarycznie. W całości znany jest zaledwie jeden z jej wierszy wielbiący kobiece piękno pt. Do dziewczyny. Wiersz zachował się dzięki temu, że został przytoczony przez krytyka z okresu rzymskiego. Zachowanym czterem fragmentom poetyckim o podobnej tematyce nadano tytuły Attis, Anaktoria, Wianki i Pożegnanie.

### Opis Świętego Zastępu u Plutarcha
W rozdziale 18 Pelopidasa Plutarcha mowa o Świętym Zastępie stworzonym w 371 p.n.e. przez Tebańczyków do walki ze Spartą. Według Plutarcha składał się on z 300 hoplitów, zawodowych żołnierzy tebańskich podzielonych na oddane sobie dwójki, które wspierały się w walce z przeciwnikiem. Byli tak świetnymi wojownikami, ponieważ nie tylko stale się szkolili, ale łączyła ich także miłość.
Z kolei w Żywotach równoległych Plutarch z Cheronei ukazuje podziw, jaki wzbudził „batalion kochanków” u jego zwycięzcy:
Kiedy po bitwie Filip oglądał poległych i doszedł do miejsca, gdzie leżało owych trzystu, którzy wprzódy równym marszem ruszyli naprzeciw nieprzyjacielskim włóczniom i wspólnie padli w boju, zadziwił się wielce, a gdy usłyszał, że był to hufiec kochanków, miał podobno zapłakać i zawołać: „Ci powinni paść, którzy podejrzewają takich ludzi, że czynią coś niegodnego.”.

### Prawodawcze teksty Solona i Likurga
Prawodawca ateński Solon (ok. 635–560 p.n.e.) zalecał miłość do chłopców jako najbezpieczniejszą formę zaspokojenia seksualnego, która oddziaływała wychowawczo poprzez przebywanie chłopców z ich przyjaciółmi. Uważał przy tym homoseksualną erotykę za zbyt wzniosłą dla niewolników i im jej zakazał. Kodyfikacja Likurga, spisana w 594 r. p.n.e. w Sparcie, uznawała miłość pederastyczną za cnotę.

### Późnohelleński homoseksualizm według Atenajosa
Żyjący na przełomie II i III w. n.e. Atenajosa z Naukratis jest autorem 15-częściowego dzieła Uczta mędrców (Deipnosophistae), przedstawiającego obyczajowość grecką jego epoki. W księgach XII (Kochankowie sławnych ludzi) i XIII (Miłość do chłopców) tekst ten w niezwykle jasny sposób portretuje homoseksualizm późnego hellenizmu okresu rzymskiego. Jest on tam tematem obszernej dyskusji pomiędzy tytułowymi mędrcami: Alkibiadesem, Charmidesem, Autolykosem, Pauzaniaszem i Sofoklesem. Ponadto w tekście przywołano dotykające tej samej tematyki liczne dzieła literackie i obecnie zaginione sztuki, takie jak utwory Difilosa z Synopy, Heraklidesa z Pontu, Kratinosa, Ajschylosa i Sofoklesa.

### Lukian z Samosat i jego dzieła
W dialogu Bogowie miłości Lukiana z Samosat rozważane są wady i zalety miłości do kobiet i miłości do mężczyzn. Adwersarzami w dyskusji oraz rzecznikami przeciwstawnych namiętności są dwaj mężczyźni – Charikles z Koryntu, któremu towarzyszy chór tancerek i muzykantek, oraz Kallikratidas z Aten otoczony świtą pięknych młodzieńców. Obaj przytaczają szereg argumentów na obronę swoich tez. Arbiter powołany przez narratora rozstrzygnie:
Małżeństwo – to rzecz pożyteczna dla życia ludzkiego i szczęśliwa, o ile komuś sprzyja los. Ale uważam, że miłość chłopięca, która ma na celu święte prawa przyjaźni, jest dziełem jedynie filozofii. Dlatego wszyscy powinni wstępować w związki małżeńskie, ale mędrcom należy zostawić kochanie chłopców.

## Starożytny Rzym

### Satyryki Petroniusza
Z I w. n.e. pochodzi utwór Satyryki, za którego autora uznawany jest Petroniusz. Główni bohaterowie to młodzieńcy Enkolpiusz (jest on narratorem utworu) i Asciltus oraz ich wspólny młodszy kochanek Giton. Młodzieńcy przemierzają Rzym z czasów Nerona i są obiektem zainteresowania kobiet i mężczyzn. Gdy Enkolpiusz odważy się pokochać Gitona, ściągnie na siebie skutki wcześniejszej klątwy boga Priapa i popadnie w impotencję.
Twórczą adaptację tej powieści dał w 1969 w filmie Satyricon Federico Fellini, który zachował wątki homoseksualne tego utworu.

### Żywoty Cezarów Swetoniusza
Pewne opinie dotyczące homoseksualizmu znajdują się w Żywotach Cezarów, relacjach o pierwszych cesarzach rzymskich Swetoniusza. Autor podnosi tę kwestię, czyniąc z takich praktyk zarzut, gdy chce kogoś skrytykować. Bez ogródek opisuje zażyłość między królem Nikomedesem IV, a młodym Juliuszem Cezarem, który miał być partnerem i rywalem królowej w królewskim łożu. O cezarze Auguście pisał, że cenił swoje „usługi” na trzy tysiące sztuk złota, o Tyberiuszu zaś, że był sadystą, który miał adoptować młodych chłopców i okrutnie ich wykorzystywać, w podobnym tonie również o Neronie i jego następcy Galbie. W sumie przypisał czternastu z piętnastu pierwszym przywódcom rzymskim homoseksualizm, czyniąc z niego zarzut i dowód na upadek moralny.

### Obrazki obyczajowe w epigramach Marcjalisa
Marek Waleriusz Marcjalis znany z ciętego języka i zmysłu obserwacji utrwalił w epigramach wiele scen z życia Rzymian swoich czasów. Wśród nich jest wiele odniesień do obyczajów homoseksualnych przejętych z kultury greckiej. W 43 epigramacie z II księgi, ganiąc pewnego człowieka za skąpstwo, wypomina mu:
(...) Ty na złocie jesz ryby wielkie jak półmiski,
Ja raka czerwonego jem z glinianej miski.
Ciebie prześlicznych chłopców otacza czereda,
Ja sam sobie zastąpić muszę Ganimeda.
Gdzie indziej wzdycha do pięknego młodzieńca:
(...) Jak wieniec wonnym nardem zwilżony – i jeszcze
Jak pachnie ziemia letnim pokropiona deszczem –
Tak pachną, Diadumenie, twe usta chłopięce.
Ach, gdybyś, okrutniku, przystał na coś więcej! (III 65)
lub opisuje wymarzone wdzięki:
Gdyby los miał mi kiedyś chłopca zesłać w darze,
To posłuchaj, mój Flakku, o jakim ja marzę: (...)
To oporny, to gotów do pieszczot zniewolić,
Niech ma swego pana przechodzić w swawoli.
Niechaj stroni od chłopców, odmawia dziewczynie,
Mężczyzna – chłopcem dla mnie niech będzie jedynie. (IV 42)
W innym czyni przytyk:
Kiedyś wesół jak ptaszek, dzisiaj obraz nędzy,
Sabellus lubił chłopców. Potem go niestety
Zły los służby pozbawił, domu i pieniędzy,
Więc się wreszcie nawrócił biedak na kobiety. (VI 33)
W podobnej tematyce pisane są epigramy VI 29, VIII 46, IX 36, X 66, XI 45, XII 56. Aluzje homoseksualne zawierają ponadto I 88, II 55, IX 59, IX 73, X 102, XI 15, XI 23, XI 78, XI 104, XII 46 (47). Są też strofy dotyczące miłości lesbijskiej:
Że nigdy cię z mężczyzną nikt, Bessao, nie spotkał
I z nikim cię, jak dotąd, nie związała plotka,
Że zawsze ciebie żeńska służba otaczała,
A płeć przeciwna wstępu do domu nie miała –
Wszyscy się zachwycali twym dziewiczym wiankiem,
Nie wiedząc, że – o zgrozo – ty jesteś kochankiem.
Rozkoszą ośmielacie darzyć się nawzajem
I jedna wobec drugiej mężczyznę udaje. (I 90)

## Tora i tradycja judaistyczna
Święte teksty judaizmu jednoznacznie klasyfikują homoseksualizm jako zło, zajmując się przy tym jedynie relacjami między mężczyznami. Mimo to pewne fragmenty Starego Testamentu interpretowane są przez niektórych jako związków między osobami tej samej płci.

### Księga Kapłańska i Księga Powtórzonego Prawa
Księga Kapłańska wyraża negatywną opinię w najmocniejszym sformułowaniu, w jakim tylko można:
Nie będziesz obcował z mężczyzną, tak jak obcuje się z kobietą. To jest obrzydliwość! (Księga Kapłańska 18,22)
Ktokolwiek obcuje cieleśnie z mężczyzną, tak jak się obcuje z kobietą, popełnia obrzydliwość. Obaj będą ukarani śmiercią, a krew [spadnie] na nich. (Księga Kapłańska 20,13).
Stary Testament wymienia homoseksualizm razem ze składaniem ofiar z dzieci i traktuje zakaz kontaktów homoseksualnych nie tylko jako zakaz prawny, ale również negatywnie klasyfikuje jego wartość, przekazując odrazę. Użyte w powyższych sformułowaniach słowo to'evah (תּעבה ,תּועבה, obrzydliwość) pojawia się w innych miejscach m.in. wobec bałwochwalstwa, prostytucji sakralnej, magii, wróżbiarstwa. Starotestamentowe zakazy dotyczą również ubioru:
Kobieta nie będzie nosiła ubioru mężczyzny ani mężczyzna ubioru kobiety; gdyż każdy, kto tak postępuje, obrzydły jest dla Pana, Boga swego. (Księga Powtórzonego Prawa 22,5)

### Sodoma w Księdze Rodzaju

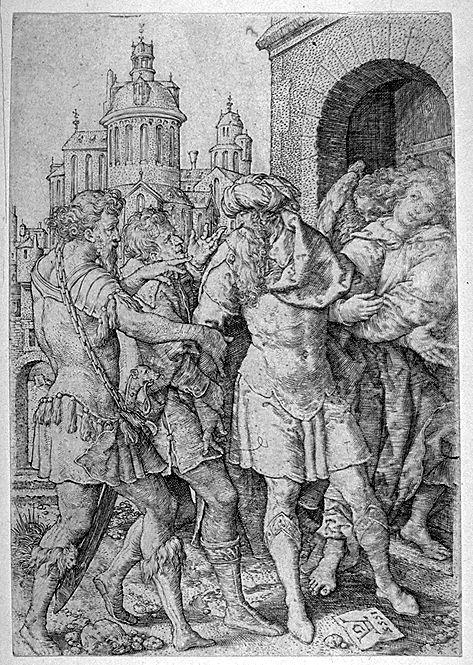
Lot broni anioły przed sodomitami, Heinrich Aldegrever, 1555

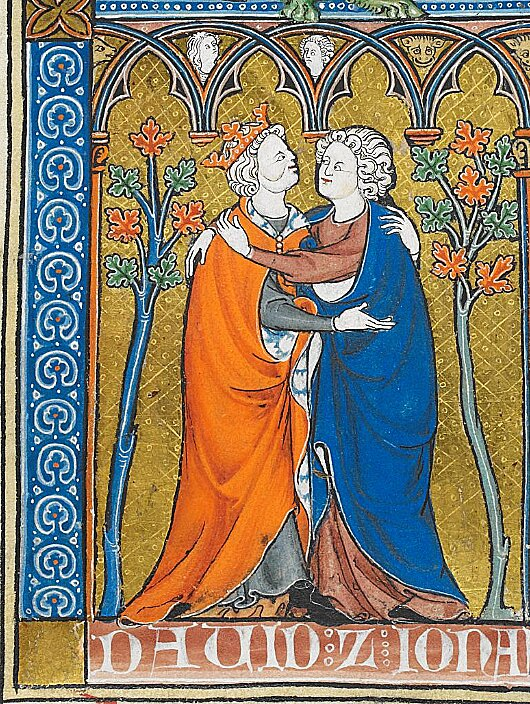
Dawid i Jonatan, ilustracja z rękopisu, 1290, British Museum

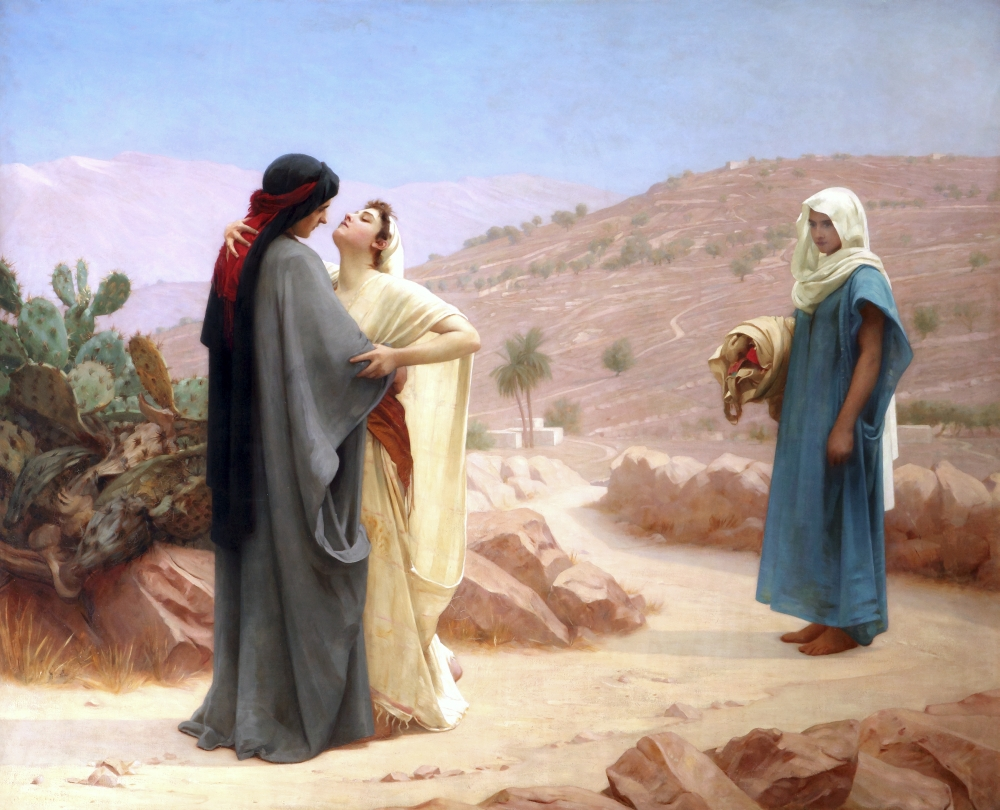
Naomi i Rut, Philip Hermogenes Calderon 1886

W Księdze Rodzaju (19,1-29) znajduje się opowieść o mieszkańcach Sodomy i Gomory, którzy oprócz przeróżnych niegodziwości, praktykowali homoseksualizm. Dwaj aniołowie, pod postacią mężów, przysłani do Sodomy przez Boga byli goszczeni przez Lota. Gdy mieszkający w Sodomie młodzi i starzy mężczyźni dowiedzieli się, że Lot ma gości, zaczęli schodzić się ze wszystkich stron i otoczyli dom:
– Gdzie są ci ludzie, którzy przyszli do ciebie tego wieczoru? Wyprowadź ich do nas, abyśmy mogli z nimi obcować!
Lot stanął w obronie gości, gotów nawet oddać napastnikom w zamian swoje dwie niezamężne córki, aby zrobili z nimi, co tylko zechcą. Napastnicy wdarli się mimo to do domu siłą, lecz wkrótce spotkała ich kara, gdyż zostali oślepieni. Aniołowie uniknęli napastowania, a niebawem na całą Sodomę spadła klęska – zginęła pod deszczem siarki i ognia.

### Krytyka przywódców w Księdze Izajasza
Homoseksualizm nazwany grzechem sodomskim pojawia się jeszcze raz, w Księdze Izajasza (3,8-9) w kontekście jego krytyki przywódców narodu izraelskiego:
Zaiste, Jeruzalem upada i Juda się wali, bo ich słowa i czyny przeciwstawiają się Panu, obrażając Jego majestat. Stronniczość ich świadczy przeciw nim, jak Sodoma rozgłaszają swój grzech, nie ukrywają [go]. Biada im, bo sami sobie gotują nieszczęście.
Prorok Izajasz tymi słowami oznajmił, że ściągnęli oni na siebie gniew Boży, ponieważ nie tylko praktykowali grzech sodomski, ale jawnie się z nim obnosili, a upadek Izraela, a w konsekwencji rozproszenie dziesięciu plemion jest tego skutkiem. W dwunastym wersie doszukiwano się kontynuacji tej myśli:
Ach, mój lud! Młokos go ciemięży i kobiety nim rządzą. Ludu mój! Przywódcy twoi cię zwodzą i burzą drogę którą kroczysz.

### Związek Dawida i Jonatana
Obie Księgi Samuela zawierają opis relacji między Dawidem i Jonatanem. Dwaj młodzi mężczyźni poznali się po tym, jak Dawid powalił procą olbrzymiego mocarza, Goliata, pochodzącego od aniołów. Zwycięski Dawid niosący głowę pokonanego przeciwnika stanął przed obliczem króla Saula i jego syna Jonatana i przedstawił się jako syn jego sługi – Kiedy [Dawid] właśnie przestał przemawiać do Saula, dusza Jonatana przylgnęła całkowicie do duszy Dawida. Pokochał go Jonatan tak jak samego siebie. Od tego również dnia Saul zabrał go do siebie i nie pozwolił mu już wrócić do domu ojcowskiego. Jonatan zaś zawarł z Dawidem przymierze, umiłował go bowiem jak samego siebie. Jonatan zdjął płaszcz, który miał na sobie, i oddał go Dawidowi, jak i resztę swojego stroju – aż do miecza, łuku i pasa. (1 Księga Samuela 18,1-4)
Dawida spotkały zaszczyty ze strony króla. Gdy wojska wracały z wojny, witały ich tłumy tańcem i śpiewami: Pobił Saul tysiące, a Dawid dziesiątki tysięcy (1 Sm 18,7). Wzbudziło to w Saulu zazdrość. Ostatecznie postanowił zgładzić Dawida: Saul namawiał syna swego, Jonatana, i wszystkie sługi swoje, by zabili Dawida. Jonatan jednak bardzo upodobał sobie Dawida. (1 Sm 19,1) Jonatan nie tylko nie wykonał polecenia ojca, ale ostrzegł Dawida i ukrył go. Potwierdził przy tym swoje uczucia: Jeszcze raz zaprzysiągł Jonatan Dawida w imię wielkiej miłości ku niemu, kochał go bowiem jak samego siebie. (1 Sm 20,17) Po pewnym czasie zrzekł się nawet na rzecz Dawida praw do dziedziczenia tronu po ojcu: Nie obawiaj się, bo nie wytropi cię ręka mojego ojca. Ty będziesz panował nad Izraelem, ja zaś będę drugim po tobie. (...) obydwaj związali się przymierzem wobec Pana. (1 Sm 23,17-18) Saul rozgniewał się bardzo na Jonatana i rzekł mu: O, synu kobiety przewrotnej! Alboż to ja nie wiem, że wybrałeś sobie syna Jessego na hańbę swoją i na hańbę łona swej matki? (1 Sm, 30:30) Wskutek wrogości ojca, dwóm młodzieńcom przyszło się rozstać: Dawid (...) padł twarzą na ziemię i trzykroć złożył głęboki pokłon. Nawzajem się ucałowali i płakali nad sobą. Dawid nawet głośno szlochał. (1 Sm, 20,41) Po pewnym czasie Jonatan umiera. Dawid wznosił żałobne pieśni:
Żal mi ciebie, bracie mój, Jonatanie.
Tak bardzo byłeś mi drogi!
Więcej ceniłem twą miłość
niżeli miłość kobiet. (2 Księga Samuela 1,26)
Według niektórych jest przykładem związku miłosnego, tradycyjni biblioznawcy widzą w tym jedynie przykład wielkiej przyjaźni między dwoma mężczyznami i odrzucają interpretację erotyczną.

### Związek Rut i Noemi
Historię związku Rut i jej teściowej Noemi zawiera Księga Rut. Rut ślubowała Noemi dozgonną wierność: Gdzie ty pójdziesz, tam ja pójdę, gdzie ty zamieszkasz, tam ja zamieszkam, twój naród będzie moim narodem, a twój Bóg będzie moim Bogiem. Gdzie ty umrzesz, tam ja umrę i tam będę pogrzebana. (Księga Rut 1,16-17). Literatura biblistyczna w większości stoi jednak na stanowisku, że Rut i jej teściową Noemi łączyła jedynie przyjaźń. Niemniej zwraca się uwagę, że Rut i Noemi mógł łączyć związek seksualny, opierając się na spostrzeżeniu, że w oryginale hebrajskim Księgi Rut (Rt 1,14) użyto słowa dabaq, a słowo to zostało również użyte w Księdze Rodzaju, gdzie tłumaczono je jako „łączyć się ze swoją żoną” (Rdz 2,24) oraz jako „całym sercem pokochał Dinę, córkę Jakuba” (Rdz 34,3).

### Napomnienia w Talmudzie
Rabin Juda rzekł: nieżonaty mężczyzna nie powinien zajmować się samotnie stadami [owiec], ani nie powinno dwóch mężczyzn spać pod jednym przykryciem. Ale mędrcy zezwolili na to. Z jakiego powodu? Rzekli do rabina Judy: Izrael nie jest podejrzany ani o homoseksualizm, ani o zoofilię. (Kiduszin 82a)
W księgach Talmudu problem homoseksualizmu jest podnoszony wielokrotnie. Homoseksualizm nie jest uważany przez mędrców Talmudu za skłonność wrodzoną, ale nabytą poprzez przyjmowanie wzorców z innych kultur, np. od mieszkańców Kanaanu lub Egiptu. Talmud twierdzi, że homoseksualizm jest sprawą wyboru i tłumaczy, dlaczego w Torze znajduje się zakaz kontaktów homoseksualnych. Przeważa w nim opinia, że męski homoseksualizm jest odstąpieniem od przykazania nakazującego bycie płodnym i rozmnażanie się. Wiąże się on również z zakazem przyjmowania zwyczajów obcych ludów, takich jak składanie ofiar z dzieci czy wróżbiarstwo. Wyjaśniając m.in. symbolikę potopu, uważa, że był on karą zesłaną za powszechność i akceptowalność związków homoseksualnych.

## Nowy Testament

### Opinie Pawła z Tarsu
Nie doszukano się żadnej wzmianki na ten temat homoseksualizmu w wypowiedziach Jezusa. W Nowym Testamencie jedynym, który zajmuje stanowisko w omawianej kwestii, jest św. Paweł z Tarsu, konsekwentnie jak w Starym Testamencie potępiając jedynie związki między mężczyznami: masculorum concubitores. Wypowiedzi te znajdziemy w liście do Tymoteusza oraz w listach do Rzymian i Koryntian, czyli do chrześcijan w miastach, w których homoseksualizm był dosyć popularny:
„Usprawiedliwienia potrzebują poganie” (...) Dlatego to wydał ich Bóg na pastwę bezecnych namiętności: mianowicie kobiety ich przemieniły pożycie zgodne z naturą na przeciwne naturze. Podobnie i też mężczyźni, porzuciwszy normalne współżycie z kobietami, zapałali nawzajem żądzą ku sobie, mężczyźni z mężczyznami uprawiając bezwstyd i na samych sobie ponosząc zapłatę należną za zboczenie. A ponieważ nie uznali za słuszne zachować prawdziwego poznania Boga, wydał ich Bóg na pastwę na nic niezdatnego rozumu, tak że czynili to, co się nie godzi. (List do Rzymian 1,26-28)
Czyż nie wiecie, że niesprawiedliwi nie posiądą królestwa Bożego? Nie łudźcie się! Ani rozpustnicy, ani bałwochwalcy, ani cudzołożnicy, ani rozwiąźli, ani mężczyźni współżyjący ze sobą, ani złodzieje, ani chciwi, ani pijacy, ani oszczercy, ani zdziercy nie odziedziczą królestwa Bożego. (Pierwszy list do Koryntian 6,9-10)
Wiemy zaś, że Prawo jest dobre, jeśli je ktoś prawidłowo stosuje, rozumiejąc, że Prawo nie dla sprawiedliwego jest przeznaczone, ale dla postępujących bezprawnie i dla niesfornych, bezbożników i grzeszników, dla niegodziwych i światowców, dla ojcobójców i matkobójców, dla zabójców, dla rozpustników, dla mężczyzn współżyjących ze sobą, dla handlarzy niewolnikami, kłamców, krzywoprzysięzców i [dla popełniających] cokolwiek innego, co jest sprzeczne ze zdrową nauką powierzonej mi Ewangelii chwały błogosławionego Boga. (Pierwszy list do Tymoteusza 1,8-11).

### Sługa rzymskiego setnika z Kafarnaum
Pewnych nawiązań do homoseksualizmu doszukano się w historii jednego z uzdrowień Jezusa, umieszczając go w kontekście historycznym. Ewangelia Łukasza 7,1-10 i Ewangelia Mateusza 8,5-13 przedstawia uzdrowienie sługi rzymskiego setnika z Kafarnaum. Ów chory sługa to w tekście greckim παιδός (pedos), czyli chłopiec-sługa. Z wymienionych fragmentów wynika, że był on bardzo „drogi” oficerowi i cenny do tego stopnia, że z niezwykłą u wojskowych pokorą błagał o pomoc Jezusa, a ten przychylił się do jego prośby. W armii rzymskiej za takimi układami międzyludzkimi kryła się często sfera erotyczna. Jest to jednak tylko nawiązanie interpretacyjne.

## Średniowieczna literatura arabska

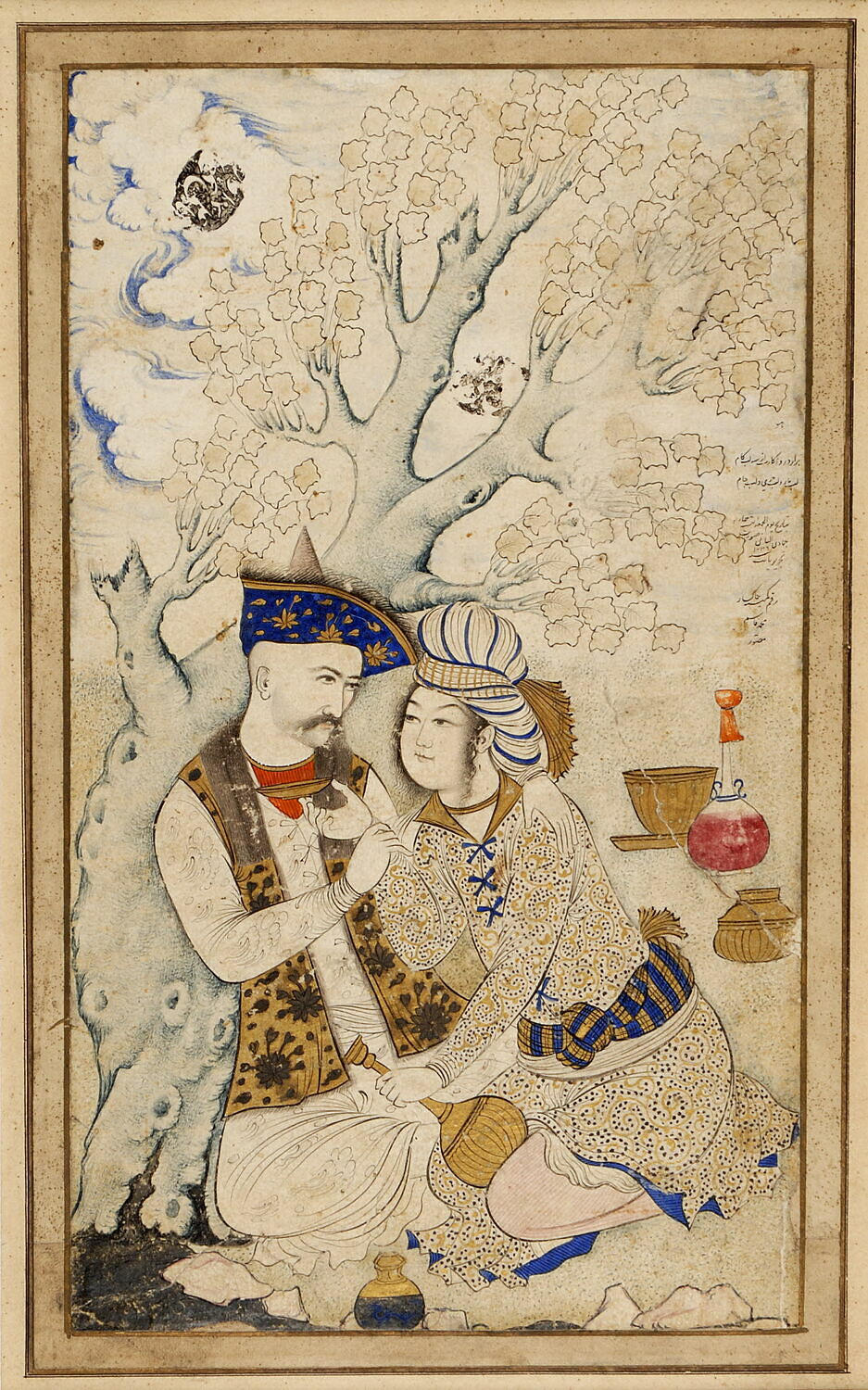
Szach Abbas z paziem, miniatura Mohammada Ghasema. Isfahan, 1627. Luwr

W krajach arabskich wieków średnich zachowania homoerotyczne i homoseksualne podlegały surowej ocenie prawników i teologów, były bowiem odrzucane przez islam. Mimo to były one dość szeroko rozpowszechnione, przeważnie wśród wyższych warstw społecznych na ówczesnych dworach i w wielkich miastach. Miłość starszego mężczyzny do młodego chłopca lub między dwoma mężczyznami uważano za równą miłości heteroseksualnej, a czasem nawet wyższą od niej. Takie poglądy miały swoje odbicie w literaturze tamtego okresu: anegdoty, wspomnienia i poezje. O ile sporo pisało się wówczas o miłości męskiej, to nie zachowały się żadne utwory opiewające miłość między kobietami. Wiadomo przy tym, że kontakty między kobietami (np. w haremach) były surowo karane.

### Bliskowschodnie homoseksualne utwory liryczne
Jednym z arabskich autorów poezji miłosnej był Abu Nuwas (755–813), który swoje utwory kierował częściej do mężczyzn niż do kobiet. Jako poeta przebywał na dworze abbasydzkiego kalifa Al-Amina w Bagdadzie. Podobną tematykę podejmował Hamza al-Isfahani (zm. 961 lub 971) w swoich wierszach bachicznych.
Obszernym, silnie skoncentrowanym na relacjach homoseksualnych był również utwór Spacer serca. O tym czego nie ma w innych książkach, którego autorem był At-Tifaszi żyjący w latach 1164–1253. Wiele spośród gazali miłosnych perskiego poety Szamsuddina Mohammada podpisującego się jako „Hafiz” (1320–1390) nacechowanych jest homoerotyką.

### Krytyka Ibn al-Waszaszy w tekstach moralizatorskich
W Księdze przyzwoitości Ibn al-Waszasza zajmuje się między innymi miłością pod kątem moralności. Pisze o różnicach między miłością czystą i niespełnioną a miłością realną i fizyczną. Na równi z krytyką rozluźnienia obyczajowego w miastach, negatywnie ocenia występujące tam praktyki homoseksualne.

### Czysta miłość Ibn Da'uda al-Isfahaniego w literaturze adabowej
Księga kwiatu to młodzieńczy utwór z ok. 890 r. autorstwa 22-letniego wówczas Ibn Da'uda al-Isfahaniego (868–910), prawnika i kodyfikatora tradycji poezji dworskiej w islamie. Utwór został zadedykowany nieznanemu przyjacielowi autora, za którym gorąco tęsknił, gdy ten źle go potraktował.
Księga kwiatu poświęcona jest istocie miłości, jej fenomenom i różnorodnym aspektom. Jest pierwszą arabską monografią zajmującą się tym tematem w formie tzw. dzieła adabowego, czyli dydaktyczno-rozrywkowego zbioru uporządkowanych opowieści ilustrowanych poezją. Książka broniła namiętność przed drwiną i przed tymi, którzy gotowi są uważać ją za patologię. Miała za to budzić zrozumienie dla miłości i dla ogarniętych uczuciem kochanków. Zawiera głównie utwory poetyckie z różnych epok oraz jeden prawdopodobny wiersz autora. Poezje poprzedzają teksty prozatorskie wykładające teorię miłości i podpierający się autorytetami Platona, Ptolemeusza i Galena. Autor broni tezy, że człowiek został stworzony jako harmonijna i piękna całość, a następnie rozpadł na dwie części, które odtąd szukają się, aby połączyła je znów miłość. Utwór podzielony jest na 50 rozdziałów z tytułami-sentencjami pisanymi rymowaną prozą i wstępem streszczającym główne myśli poetów lub je komentującym.
Potomni Ibn Da'uda al-Isfanhaniego opowiadali historię jego niewinnej i uduchowionej miłości do pięknego handlarza perfum o imieniu As-Sajdal. To jemu poświęcił Księgę kwiatu i z miłości do niego umarł.

### Hedonistyczne teksty mudżunów
Popularnym gatunkiem arabskiej literatury były tzw. mudżuny. Były one utworami poetyckimi lub prozatorskimi o dużej otwartości na seksualność – hedonistycznymi, czasem wręcz pornograficznymi. Używały wyjątkowo bogatego słownictwa seksualnego, a opisywały bez skrępowania zarówno stosunki hetero-, jak i homoseksualne.

## Historyczna literatura Dalekiego Wschodu

### Proza obyczajowa w Chinach w XVI w.

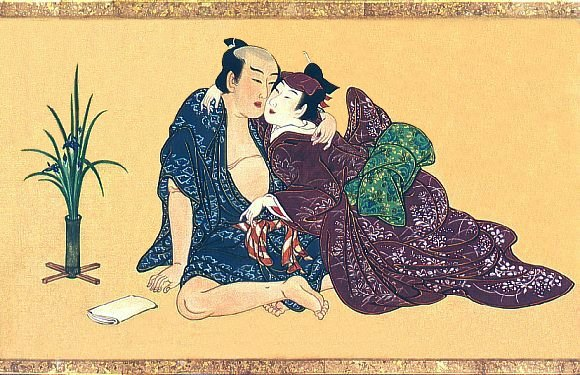
Homorerotyczna shunga z ok. 1750 r.

W XVI-wiecznej anonimowej obyczajowej chińskiej powieści Kwiaty śliwy w złotym wazonie wśród naturalistycznie potraktowanej fabuły i śmiałych opisów miłosnych pojawiają się również pewne motywy biseksualne. Jedną z głównych postaci jest Ximen Qing – bogaty kupiec, później urzędnik cesarski. Na kartach powieści obsesje seksualne tego mężczyzny sięgają młodych chłopców, mimo posiadania przez niego sześciu żon, kilku utrzymywanych kurtyzan i rozlicznych przygód seksualnych ze służącymi, cudzymi żonami i sąsiadkami.

### Homoseksualizm w XVIII-wiecznym kodeksie japońskich samurajów
Księgi Hagakure, czyli Zapiski ukryte pod liśćmi autorstwa Yamamoto Tsunetomo to historyczny tekst powstały w latach 1710–1717 będącym jednym z najbardziej znanych na komentarzy bushidō. Jego autor był samurajem z rodu Nabeshima. Dzieło to omawia sposób postępowania, zwyczaje i zasady moralne obowiązujące japońskich samurajów. W utworze tym istnieją zapiski mówiące o rytualnych praktykach homoseksualnych pomiędzy starszymi i młodszymi wojownikami w Japonii w szkołach kadetów i podczas wypraw wojennych. Yamamoto Tsunemo cytuje innego mistrza: Młodzieniec bez starszego kochanka jest jak kobieta bez męża, opisując przy tym zasady moralne takich relacji i wyliczając wynikające z nich korzyści.
Wyrzec się życia dla kogoś innego, jest podstawową zasadą homoseksualizmu. Gdy tak nie jest, homoseksualizm staje się sprawą wstydliwą. Jednakże wówczas nie pozostaje ci nic, czego mógłbyś się wyrzec dla swojego mistrza. Dlatego też należy zrozumieć, że jest to czymś zarówno przyjemnym, jak i nieprzyjemnym.

## Średniowiecze świata zachodniego

### Poezja łacińska
Tematyka homoerotyczna jest w średniowiecznej poezji łacińskiej dość częsta, zwłaszcza w liryce humanistów powiązanych ze środowiskiem szartryjskim. Liryka humanistyczna średniowiecza ma charakter erudycyjny, inspirację czerpie zaś z mitologii i literatury starożytnej. Homoseksualizm występuje w literaturze średniowiecznej nie tylko na gruncie wyrażającej osobiste emocje liryki, ale też jako alegoria. Szczególnie popularnymi tematami alegorycznymi związanymi z homoseksualizmem były hermafrodytyzm (popularność tego tematu literatura średniowieczna odziedziczyła po literaturze późnej starożytności) oraz sodomia jako alegoria przeciwstawienia się porządkowi natury – ten ostatni temat jest osią obszernego poematu filozoficznego Alana z Lille De planctu Naturae.
Nastroju homoerotycznego doszukiwać się można w niektórych lirykach platonizującego filozofa Alkuina (VIII/IX w.). Wyraźnym przykładem wczesnośredniowiecznym może być natomiast twórczość Clericusa z Werony. Pieśń Cericusa z Werony skierowana jest do chłopca, którego odebrał poecie rywal; stanowi lament po stracie kochanka i skierowaną do niego skargę.
Liryka wczesnośredniowieczna, mimo że także posiada charakter erudycyjny, wyraża przeważnie sytuacje osobiste i określone, nie ma tu wątpliwości, że mamy do czynienia z opisem własnych uczuć poety. Inny charakter ma poezja XII-wieczna: tu przeważnie trudno rozstrzygnąć, w jakim stopniu erudycyjne utwory odnoszą się do rzeczywistych przeżyć, a jak dalece stanowią modne naśladownictwo starożytności. W literaturze XII wieku popularny jest zaczerpnięty z Owidiusza schemat wiersza, w którym poeta pisze o swoich własnych utworach skierowanych do dziewcząt lub do chłopców. Innym schematem utworu jest żal za występki młodości. Tak np. biskup Rennes Marbod pisze:
| Errabat mea mens fervore libidinis amens... Quid quod pupilla mihi carior ille vel illa? Ergo maneto foris, puer aliger, auctor amoris! Nullus in aede mea tibi sit locus, o Cytherea! Displicet amplexus utriusque quidem mihi sexus. | Błądziła dusza moja żądzy zapałem szalejąc... Kto oku memu był droższy: ona? – a może on? Teraz wynoś się, chłopcze, skrzydlaty sprawco miłości! Nie ma miejsca w mym domu dla Ciebie, o Cytherejko! Jednaką niechęć budzą w mym sercu obydwie płci. |
| | (tł. Andrzej Borowski) |

W poezji XII wieku sąsiadować mogą ze sobą u jednego autora wiersze pobożnościowe, wiersze opisujące świeckie rozkosze, mirakle czy listy miłosne. Przykładem może być twórczość nieznanego bliżej ucznia z kręgu Abelarda Hilarego – w zbiorze jego poezji utwory religijne mieszają się z poetyckimi listami miłosnymi do chłopców i zakonnic. Dla XII wieku jako całości charakterystyczna jest atmosfera szczerości erotycznej. Szczególnie wyraźna stała się ona w dziele Bernarda Silvestris – w dziele tym szczyt osiąga pogański naturalizm XII wieku. Swoistym odwróceniem dzieła Bernarda jest natomiast twórczość Alana z Lille – Alan przyjmując naturalizm Bernarda i szereg podstawowych elementów jego twórczości, odrzuca jego pogaństwo. Tworzy w ten sposób naturalizm chrześcijański – symbolem pogodzenia natury i chrześcijaństwa jest odrzucenie w dziele Alana sodomii, która stanowi przedmiot skargi Natury przed Rozumem: odrzucenie sodomii jako sprzecznej z porządkiem naturalnym umożliwia Alanowi pogodzenie owego porządku naturalnego z porządkiem moralnym i stworzenie koherentnej wizji człowieka jako mikrokosmosu, obrazu porządku panującego we wszechświecie (makrokosmosie).

### Królowie Polski w kronikach Jana Długosza
Annales seu cronicae incliti Regni Poloniae XV-wiecznego kronikarza królów polskich Jana Długosza, przypisują skłonności homoseksualne dwóm władcom, czyniąc z nich zarzut i przyczynę klęsk, które ich spotkały. Współcześni historycy posądzają przy tym często Długosza o uprawianie oszczerstwa. O Bolesławie Śmiałym pisał w kronice, że nie poprzestając na zwykłych miłostkach, popadł w haniebny i plugawy grzech sodomski, naśladując godne potępienia zwyczaje Rusinów, u których to zboczenie było pospolite. I zwyciężony błędami tych, których orężnie zwyciężał, uwikłał wszystkich swych potomków, królestwo i ród swój w wielką i długotrwałą hańbę, którą mogło zmazać jedynie miłosierdzie Boże.
W podobnym tonie wzmiankowane są skłonności dwudziestoletniego Władysława III Warneńczyka, któremu przypisywał „sprośne i obrzydliwe nałogi” i to, że skłonny do rozkoszy męskich, ani w czasie pierwszej wyprawy przeciw Turkom, ani w czasie tej drugiej, którą wtedy prowadził, gdy szalała wojna, gdy naokoło panował strach i było mnóstwo wrogów przy garstce jego wojska, kiedy należało przebłagać miłosierdzie Boże i pozyskać je sobie, on, nie zważając zupełnie na własne niebezpieczeństwo i na zagrożenie całego wojska, nie porzucał swych, przeciwnych czystości, wstrętnych rozkoszy.

### Homoseksualne teksty François Villona
W 1884 r. odnaleziono w Sztokholmie nieznany wcześniej zbiór ballad poety François Villona napisanych między 1456 a 1461 rokiem, które pokazywały nieznaną stronę uczuć tego średniowiecznego barda, kobieciarza i utracjusza. Wydane pod tytułem Ballades en argot homosexuel (Ballady w homoseksualnym języku) są pełne żarliwych seksualnych metafor i bezpośrednich opisów praktyk seksualnych, pozwalających uzyskać wgląd do średniowiecznego paryskiego półświatka.

## Literatura XIV wieku

### Homoseksualizm w „Dekameronie”
W lekkim i żartobliwym tonie do tematu cielesnych kontaktów męskich podszedł wczesnorenesansowy prozaik Giovanni Boccaccio. W jednej z części zbioru nowel Dekameron zatytułowanej Zgodny mąż (dzień 5, opowieść 10) umieścił historyjkę o zdradzie małżeńskiej: niejaki Pietro odkrył kochanka u swojej małżonki. Po wysłuchaniu tłumaczeń żony, która czuła się zaniedbywana, Pietro wspaniałomyślnie przebaczył jej i zaprosił kochanka na kolację. Umyślił przy tym sposób na ukontentowanie wszystkich. Narrator twierdzi, że już nie pamięta, jaki to był sposób, ale nazajutrz z rana młodzieniec wracając aż do samego rynku nie był pewny, z kim większość nocy spędził: z mężem czy z żoną. Według opowiadającego, mąż postąpił zgodnie z zasadą „ząb za ząb, oko za oko” i „czyń drugiemu, co on tobie”.

## Literatura XVI wieku

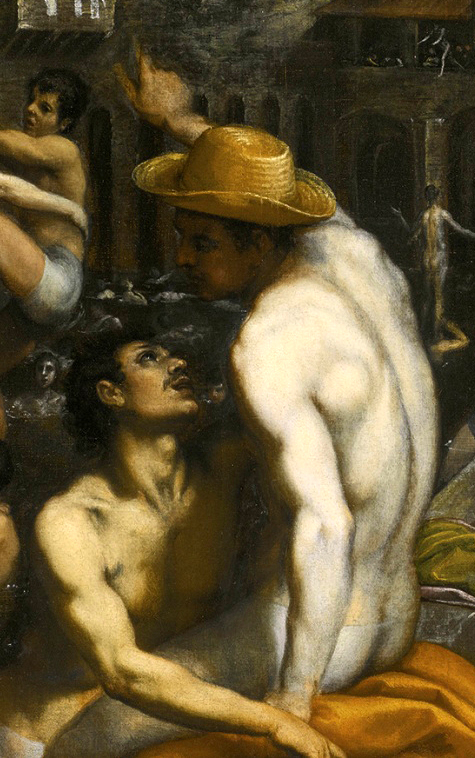
Domenico Cresti, fragment obrazu Kąpiący się w San Niccolò (XVI w.)

### Dramaty i poematy Christophera Marlowe’a
Tematyką, która najbardziej interesowała tego angielskiego dramatopisarza i poetę, to łamanie wszelkiego rodzaju tabu, które rzucały wyzwanie autorytetom jego czasów. Akcja dramatu Edward II obraca się wokół postaci angielskiego króla, Edwarda II podążającego za swoimi namiętnościami i miłością do Gavestona. Swobodną adaptacją dramatu Marlowe’a jest zrealizowany w 1991 r. film Edward II w reżyserii Dereka Jarmana.
Poemat erotyczny Hero i Leander Christophera Marlowe’a opowiada kochankach, dziewczynie i chłopcu żyjących na dwóch brzegach Hellespontu. Dostrzec w nim można pewne elementy homoerotyki: gdy Leander przepływa morską cieśninę ku ukochanej, jego urodą zachwyca się Neptun. Morskie bóstwo wystawia uczucia młodzieńca na próbę: odpływa do niego bliżej, całuje go i wyznaje miłość, aż ten zaczyna krzyczeć: „Mylisz się, nie jestem kobietą!”. W odpowiedzi Neptun opowiada historię o pasterzu i jego ukochanym chłopcu, która jednak nie przekonuje Leandera.

### Szekspir: homoerotyzm w sonetach i aluzje w dramatach
Spośród 154 sonetów Williama Szekspira traktujących o pięknie, miłości i moralności, pierwszych 17 skierowanych jest do młodzieńca, którego nawołują do małżeństwa i posiadania potomstwa, dzięki czemu jego uroda mogłaby zostać przekazana kolejnym pokoleniom. Kolejne, od 18. do 126. odnoszą się do mężczyzny, w którym podmiot liryczny jest zakochany, a ich niezwykły ton, który świadczy o niecodziennym stosunku autora do obiektu uczuć, jest interpretowany jako dowód na biseksualizm Szekspira. Wielu badaczy dostrzega w nich elementy homoerotyczne.
Wątków związanych z LGBT w dramatach Szekspira nie ma. W przypadku dwóch z nich pewnych aluzji doszukano się, interpretując je w powiązaniu z biografią autora. Postać Antonia z Kupca weneckiego jest melancholijna ze względu na niespełnione uczucie do Bassania, który sam się poświęca, by umożliwić przyjacielowi znalezienie żony. Ta sytuacja jest interpretowana jako związek, w którym dojrzały mężczyzna pozwala wejść młodszemu w dorosłość.
W Wieczorze trzech króli Viola, służąca księcia Orsino, przebrana za chłopca ma namówić Olivię do ślubu ze swoim panem. Tymczasem namiętność Olivii obudził chłopiec o dwuznacznej seksualności. Odnoszono to do domniemanego romansu, który miał łączyć Szekspira z earlem Southampton, Henrym Wriothesleyem. Młodzieniec ten nie kwapił się do ożenku, za to uwielbiał teatr. Zaniepokojeni rodzice zamówili dla syna u Szekspira cykl wierszy wychwalających życie rodzinne. Szekspir, podobnie jak Viola z dramatu, wypadł z roli piewcy małżeństwa i stał się kochankiem młodzieńca.

### Michał Anioł Buonarroti a homoerotyzm
Jak w olbrzymiej większości osób z tego okresu nie ma definitywnej odpowiedzi o orientacji seksualnej artysty. Pozostają spostrzeżenia oczywiste dla współczesnego odbiorcy, osądy z fragmentów listów, niedopowiedzenia, niuansów, a w końcowej wersji – to, jak odczytujemy indywidualnie poezję, sztuki wizualne, powieść. Wielu badaczy zwracało uwagę na wyjątkową (nawet na czasy renesansu włoskiego) obfitość nagich, pięknych postaci męskich w rzeźbach i malarstwie Michała Anioła. Wystarczy zwrócić uwagę na postacie Dawida (1501–04), Umierającego niewolnika (1513–16), czy nawet Chrystusa z Krzyżem (1518–20), by dostrzec w nich wyraźne cechy homoerotyczne nie tylko w pięknie postaci, ale i w jej pozie. O ile dużo więcej wiadomo o prywatnym życiu Leonarda da Vinci i jego partnerstwie z innymi mężczyznami, o tyle mało wiemy o prywatnym życiu Michelangelo, mimo iż było to życie bardzo długie. Wiemy, że nie miał ani dzieci, ani żony. Jego jedyną bliską przyjaciółką już w okresie starości była Vittoria Colonna. Z bliskich przyjaciół męskich najbardziej znany jest, o pokolenie młodszy od artysty, Thommaso Cavalieri. Gdy się poznali pod koniec 1532 r. Michał Anioł miał 57 lat, jego młody przyjaciel 23. Tommaso otrzymał od mistrza dwa rysunki, z których jeden, niewątpliwie homoerotyczny, przedstawiał porwanie Ganimedesa przez Zeusa pod postacią orła.
Michelangelo, będąc typowym artystą epoki, imał się wielu dziedzin sztuki. Pisał też piękne sonety miłosne. Tłumaczenia tych sonetów na język polski dokonał Leopold Staff w 1922. Jednym z głównych jest właśnie sonet dedykowany młodemu patrycjuszowi rzymskiemu, Thommaso. Nie ma dowodów, by ta miłość mogła być kiedykolwiek skonsumowana. Artysta był już posunięty w wieku, nigdy też nie był atrakcyjny fizycznie. Ale swoje platoniczne uczucia przelał w pięknej formie poetyckiej, tak je określając:
Gdy jedna dusza w dwojgu ciał je nęci
Lecieć na jednych skrzydłach w nieba dale,
Gdy miłość bierze za cel jednej strzale
Kochanków, którzy płoną nią przejęci.
Ciekawej analizy tej tęsknoty (być może niespełnionej nigdy) do miłości i patosu homoseksualnego dokonała Ewa Bieńkowska w eseju opublikowanym w Kwartalniku Artystycznym. Być może właśnie te wiersze i pewna charakterystyka rzeźb Michała Anioła pozostaną na zawsze jedynymi śladami jego skrywanej pasji i uczuć.

## Literatura XVIII wieku

### Obyczaje Kozaków na Siczy w opisach Jędrzeja Kitowicza
Jędrzej Kitowicz, XVIII-wieczny polski ksiądz, historyk i pamiętnikarz, w Opisie obyczajów za panowania Augusta III w części zatytułowanej O Siczy i hajdamakach z obrzydzeniem pisze o Kozakach zamieszkujących Sicz, przypisując im fałszywość i oddawanie się najwstrętniejszym mu grzechom, które zdaje się czerpać wprost ze Starego Testamentu:
Żon nie mieli ani kobiety żadnej między sobą nie cierpieli; a kiedy który został przekonany, że kędy za granicą miał sprawę z kobietą, tedy takowego do pala w kureniu, z którego był, za dekretem przywiązanego, póty tłukli polanami, to jest szczypami drew, póki go nie zabili, pokazując na pozór, jakoby czcili stan czystości; dla czego też nazywali się powszechnie mołojcami, to jest młodzieńcami, gdy w samej rzeczy prowadzili życie bestialskie, mażąc się jedni z drugimi grzechem sodomskim albo łącząc z bydlętami, na które sprośności, samej naturze obmierzłe, nie było żadnej kary, jakby uczynek z kobietą był plugawszy niż z kobyłą albo z krową.

## Literatura XIX wieku
Wiek XIX to okres, w który w większości krajów europejskich penalizowano męskie kontakty seksualne, włączając karę śmierci, co miało swoje konsekwencje również w literaturze. Utwory zajmujące tematyką LGBT wprost często wydawano anonimowo. W dziełach publikowanych jawnie i przeznaczonych do szerokiego grona czytelników przykrywano wątki odmienności woalem niedomówień, ledwie czytelnych aluzji, opowiadając niejednoznacznie o tym, czego nie wolno było powiedzieć wprost i na głos. Na homoseksualizmie nadal ciążyło odium sodomii.

### Anonimowe utwory w Anglii i Francji
W Wielkiej Brytanii pierwsza powieść homoseksualna ukazała się w 1881 r. Wydano ją anonimowo pod tytułem The Sins of the Cities of the Plain, or the Recollections of a Mary-Ann. With Short Essays on Sodomy and Tribadism (Grzechy miast na nizinach albo wspomnienia Marii-Anny z krótkimi esejami o sodomii i trybadyzmie).

### Oscara Wilde’a „miłość co nie śmie wymówić swego imienia”
Już w Portrecie Doriana Graya tego autora pojawiły się pierwsze aluzyjne wątki homoseksualne. Są nimi skomplikowane relacje pomiędzy tytułowym Dorianem a malarzem Basilem Hallwardem. Malarz uważa urodę Doriana za źródło inspiracji, zafascynowany tak samo jego osobowością jak fizycznością i cierpi, widząc, jak Dorian zmienia się w cynicznego i okrutnego człowieka. Podobnych aluzji dopatrzyć można się w relacjach Doriana z Lordem Wottonem, który wprowadza młodego adepta, którym jest zafascynowany, w arkana życia wypełnionego pasją, zaspokajaniem żądz i pragnień. Na domiar tego Dorian przyczynia się do utraty reputacji wielu młodych mężczyzn, z którymi początkowo łączyła go zażyłość, a potem dzieliła odraza.
W 1893 roku ukazała się w Wielkiej Brytanii po raz pierwszy powieść Teleny. Jej autorem był Oskar Wilde, który chcąc pozostać anonimowym, nie wydał jej pod swoim nazwiskiem, co do dzisiaj jest powodem do powątpiewania w jego autorstwo, zwłaszcza wobec nierówności stylistycznej tego utworu. Teleny opowiada bez ogródek, jak żadna dotychczas spośród powieści tego okresu, o miłości dwóch mężczyzn – Anglika o nazwisku Des Grieux i węgierskiego muzyka Teleny’ego. Początkowo, mimo odwzajemnionych uczuć, znajomość zrywa się. Po pewnym czasie przypadkiem spotykają się, a romans rozkwita no nowo. Obaj odnajdują miłość we wzajemnym obdarowywaniu się cielesną rozkoszą, przez wyszukaną erotykę wyrażają pełnię swoich uczuć. Perwersją nie okaże się tu ich namiętna miłość, ale to, do czego zmusi ich otoczenie i co doprowadzi miłość do tragedii. W powieści tej czytelnik znajdzie również opis podziemia homoseksualnego i transwestytycznego epoki wiktoriańskiej.
Również w dwóch komediach z 1895 r. – An Ideal Husband (Mąż idealny) i The Importance of Being Earnest (Bądźmy poważni na serio) Oskar Wilde dał wyraz swoim odmiennym preferencjom seksualnym. Ich publikacja stała się wielkim skandalem w londyńskim światku artystycznym i posłużyła, jako pretekst do procesu sądowego wytoczonego przez ojca kochanka Wilde’a, lorda Douglasa. Proces, a zwłaszcza okres pobytu w ciężkim więzieniu w Gaul zrujnowały dramatopisarza fizycznie i psychicznie.
De profundis to napisany w 1897 r. list-wyznanie do lorda Alfreda Douglasa, kochanka Wilde’a, z którym znajomość doprowadziła do głośnego skandalu. List pisany był z więzienia, do którego Wilde trafił za sprawą zażyłości z Douglasem i procesu wytoczonego przez jego ojca z oskarżenia o homoseksualizm. Oscara Wilde’a skazano wówczas na dwa lata więzienia i ciężkich robót. Tytuł (nadany listowi przez wydawcę) nawiązuje do pierwszych słów Psalmu 130 – Z otchłani nawołuję ku Tobie, Panie. List jest osobistym rozrachunkiem z życiem, głosem z głębi poniżenia i rozpaczy z nadzieją na rozpoczęcie nowego życia. Doczekał się pełnej publikacji po śmierci pisarza z tekstu odpisu sporządzonego przez Roberta Rossa, przyjaciela Wilde’a. De profundis jest przez wielu znawców literatury uznany za szczytowe osiągnięcie prozy Oscara Wilde'. Jest też najbardziej jednoznacznym opisem skomplikowanej i tragicznej miłości dwóch mężczyzn w tamtych czasach. We wstępie Wilde pisze:
Kochałeś mnie bardziej niż kochałeś kogokolwiek. Ale ty, podobnie, jak ja, skrywałeś okrutną tajemnicę swego życia... Chcesz się dowiedzieć, co to za tajemnica? To było to. W tobie Nienawiść była zawsze silniejsza niż Miłość.

### Homoseksualne postaci z „Komedii ludzkiej” Balzaka
La Fille aux yeux d’or (Dziewczyna o złotych oczach) jest jedną z powieści Honoriusza Balzaka stanowiąca część cyklu Komedia ludzka. W utworze tym autor umieścił dwie jawnie homoseksualne bohaterki: tytułową piękną dziewczynę Paquitę i jej kochankę markizę San Real. Fabuła obraca się wokół trójkąta uczuciowego, bowiem Paquita zostaje również kochanką brata markizy, lekkoducha i dandysa, hrabiego Henriego de Marsay.

### Paul Verlaine i Rimbaud
Słynny był burzliwy związek 27-letniego Paula Verlaine’a z 17-letnim Arthurem Rimbaudem. Poznali się w 1871, żyli ze sobą dwa lata (Verlaine porzucił dla niego swoją żonę), ale koniec tego związku był tragiczny: Verlaine strzelił do swojego przyjaciela, który chciał go porzucić i został skazany na dwa lata więzienia. Owocem jego homoseksualnych doświadczeń stał się tomik wierszy Hombres (Mężczyźni) napisany w latach 1890/91, ale wydany dopiero anonimowo w 1903 przez Messeina w Paryżu, osiem lat po śmierci poety z dopiskiem „wydane potajemnie, nie do sprzedaży”. Opublikowano go dopiero oficjalnie w Oeuvres poétiques complètes Verlaine’a (Robert Laffont, 1992). Inni wybitni homoseksualni literaci tej epoki to Joris-Karl Huysmans, bracia Edmond i Jules de Goncourt oraz Jean Lorrain.

## Światowa literatura współczesna

### Klaudyna, bohaterka powieści Colette

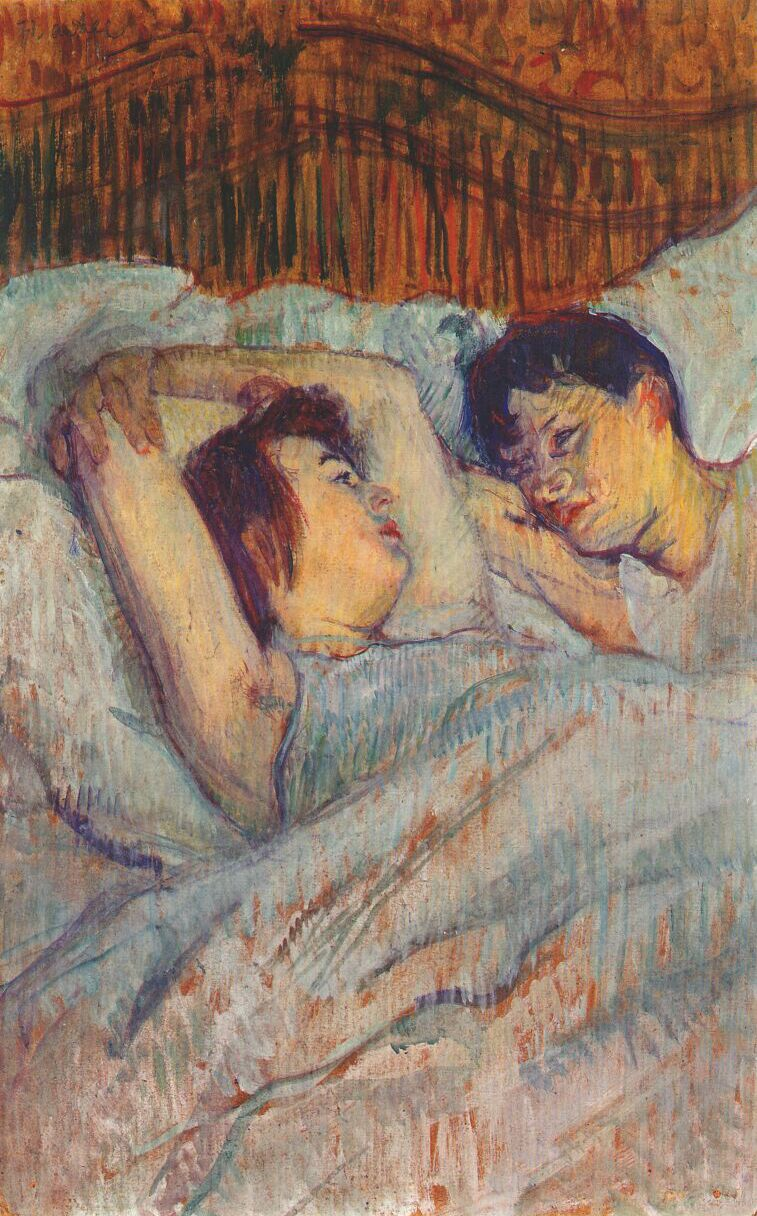
Henri Toulouse-Lautrec:
W łóżku (1892)

Tytułowa bohaterka na poły autobiograficznego cyklu Klaudyna autorstwa francuskiej pisarki Colette jest biseksualna. W pierwszej powieści (Klaudyna w szkole, 1900) pierwszoosobowa narratorka opisuje swoją erotyczną, odwzajemnioną fascynację nauczycielką, w trzeciej (Małżeństwo Klaudyny, 1902) – romans z Amerykanką. W Klaudynie w Paryżu (1901) i Małżeństwie... występuje także postać zniewieściałego homoseksualisty Marcela, przyjaciela i późniejszego pasierba Klaudyny.

### Związki homoseksualne w twórczości Prousta
Za jedną z bardziej znanych postaci LGBT w literaturze uważa się barona Charlusa, bohatera W poszukiwaniu straconego czasu Marcela Prousta. Baron jest wysoko urodzonym człowiekiem pogardzającym nizinami społecznymi, co nie przeszkadza mu w utrzymywaniu przygodnych kontaktów z kelnerami, chłopcami na posyłki lub sklepikarzem. Wiadomo też, że związany jest ze skrzypkiem Morelem. Zerwanie tej znajomości wtrąca go w rozpacz i popycha do szukania erotycznych kontaktów w domach publicznych i do płatnych randek z żołnierzami na przepustce.
W tej samej powieści pojawiają się też inne postacie: biseksualna Albertyna Simonet, która swojego partnera Marcela zdradza z kobietami – panną Vinteuli, aktorką Leą i przyjaciółką Anną. Jej skłonności pozostaną tajemnicą w przeciwieństwie do panny Vinteuli, córki nauczyciela muzyki, która po śmierci ojca ujawnia, że jest lesbijką.

### Tomasz Mann i „Śmierć w Wenecji”
Nowela Śmierć w Wenecji Tomasza Mann opowiada historię starzejącego się utytułowanego literata Gustawa von Aschenbacha, który udaje się w podróż do Wenecji. Zakochuje się tam w nastoletnim Tadziu, który przebywa w Wenecji z matką. Aschenbach spędza wiele czasu na plaży Lido i w hotelu dyskretnie obserwując chłopca i jego rodzinę. Uczucie do Tadzia przedstawione jest jako platoniczne uwielbienie dla piękna chłopca, którym daje wyraz m.in. przez mityczne porównania. Aschenbach nieoczekiwanie zaraża się cholerą i nagle umiera, a widok Tadzia bawiącego się z kolegami na plaży jest ostatnim obrazem jego życia.

### Konstandinosa Kawafisa poezja samotności i antycznego piękna
Wśród wierszy o tematyce hellenistycznej Konstandinosa Kawafisa, wybitnego greckiego poety znaleźć można wiele wątków osobistych związanych z jego własnym homoerotyzmem. Miłość w jego strofach, choć wyznawana żarliwie, naznaczona jest świadomością społecznego odrzucenia, którego świadomość jest powodem poczucia osamotnienia i swego rodzaju osaczenia. W wierszach, które z jednej strony zawierają wiele odnośników do młodzieńczego, męskiego piękna rodem z antycznych tradycji, wyczuwalna jest nuta bolesnych doświadczeń. Poeta daje temu wyraz jak w jednym z wczesnych wierszy zatytułowanym Mury:
Nie myśląc, co mi czynią, bez wstydu i litości
zbudowali dookoła mnie mury wysokie, wielkie.
I teraz siedzę tu, i męczę się w beznadziejności,
i o niczym już innym nie myśli umysł żarty przez mękę.
Miłość w wierszach Kawafisa naznaczona jest piętnem (Teatr w Sydonie...):
Bogowie! Ci w ciemnych szatach,
mówiący o obyczajach,
obyż nie zobaczyli
wierszy tych o rozkoszy
wyszukanej, zwróconej
ku miłości jałowej,
która jest potępiana.
Z drugiej strony dramatyczny charakter uczuć miłości i przyjaźni zawartych w tych wierszach wynika z intelektualnego podejścia, które stawiają istotę ludzką „na miejscu należnym tylko wartościom absolutnym”. Zygmunt Kubiak, tłumaczący i analizujący poezję Kawafisa, pisze w tym kontekście o „pomyłce intelektualnej”, która towarzysząc wszelkiej poetyckiej erotyce, w przypadku erotyki homoseksualnej „zdaje się ona być szczególnie uporczywa” wobec braku możliwości „przeobrażenia się w małżeństwie i w założeniu rodziny”, a „wspólnicy takiej miłości zostają jakby na zawsze sam na sam, jakby samodwaj w pustce”.
Najwcześniejsze erotyki o wyraźnym odcieniu homoseksualnym znajdują się wśród tzw. anekdota poiemata. Jest to pięć wierszy, które powstały w 1904 r.: Wrzesień 1903, Grudzień 1903, Styczeń 1904, Na schodach i W teatrze. Tylko pierwszy z nich upamiętnia bliskość ukochanej osoby – pozostałe zajmują się rozpamiętywaniem lub przelotnym, nigdy nieodwzajemnionym uczuciem:
Kiedy zstępowałem z tych schodów w domu złej sławy
właśnie wchodziłeś w drzwi i przez jedną chwilę
ujrzałem nieznajomą twarz i ty mnie zobaczyłeś. (...)
A przecież miłość, jakiej szukałeś, ja miałem dla ciebie;
miłość, jakiej pragnąłem, ty (mówiły mi o tym oczy twoje,
znużone i podejrzliwe) mogłeś mi dać.
Nasze ciała dostrzegły się nawzajem i szukały jedno drugiego:
krew i skóra zrozumiały.
Ale ukryliśmy się obaj, spłoszeni.
Osobisty motyw miłości powraca w wierszach Kawafisa wielokrotnie. Często jest inspiracją dla artysty – podmiotu lirycznego, tak jak ukryta cielesna rozkosz dla poety (Ich początek), jak wspomnienie kochanka, które malarz zamyka w malowidle na antycznym naczyniu (Wytwórca kraterów) lub w portrecie (Na okręcie, W starej książce, Portret młodzieńca dwudziestotrzyletniego...). Miłość bywa też ukryta w symbolice starożytnej historii jak w Koniach Achillesa lub opisywana wprost, w kontekście jej utraty (W rozpaczy), rozstania (Zanim Czas ich odmienił) lub oczekiwania (Dwudziesty piąty rok jego życia).

### Rosyjska proza i poezja współczesna
Literaturę rosyjską zajmującą się wątkami LGBT reprezentują dwaj twórcy, których dzieli spora różnica pokoleniowa. Pierwszy z nich to Michaił Kuzmin – w swojej powieści Skrzydła (Крылья) wydanej w 1906 r. jako jedyny rosyjski pisarz przedrewolucyjny odważył się otwarcie poruszyć temat miłości homoerotycznej. Tytuł zaczerpnięty został z dialogu Fajdros Platona, w którym czytamy, że „ludziom wyrastają skrzydła”, gdy poznają istotę miłości i prawdziwego piękna.
Jewgienij Charitonow to poeta i prozaik z pokolenia debiutującego po 1945 r. określany jako „rewelator wtajemniczeń homoseksualnych”. Ten neurotyczny pisarz był autorem dwóch tomów zaledwie dzieł, które łącznie wyszły pośmiertnie jako Łzy na kwiatach (Слёзы на цветах), za życia autora jedynie niektóre ukazywały się w samizdacie. Młodsze pokolenie zaliczane już do rosyjskiego nurtu gejowskiego reprezentują literaci tacy jak Wadim Kalinin (ur. 1973), Dmitrij Kuźmin (ur. 1968), Jarosław „Sława” Mogutin (ur. 1974) i Giennadij Trifonow (ur. 1945).

### Apologia homoseksualizmu i zbrodni w twórczości Geneta

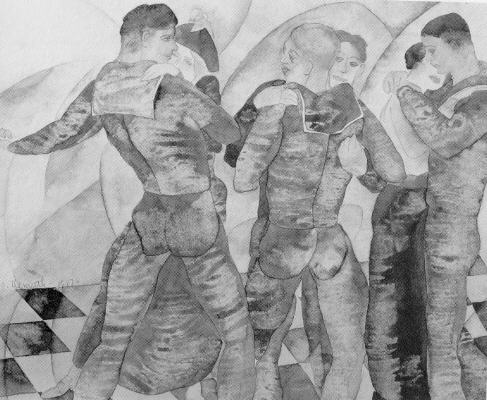
Charles Demuth Tańczący marynarze
(ok. 1918)

Twórczość Jeana Geneta w dużej części dotykała problemów społecznego wyobcowania i braku porozumienia. W fabule jego powieści odnajduje się opisy m.in. służby domowej, prostytutek, wszelkich wyrzutków społecznych, złodziei, włóczęgów, a także gwałtownych związków homoseksualnych. Genetem nie powodowały przy tym żadne zainteresowania społeczne, ale wyraźna potrzeba wyartykułowania wściekłości, zaznanego uczucia poniżenia i odrzucenia – wyklęcia mieszczańskiego świata XX wieku. Bohater homoseksualista u Geneta nie prosi ani o zrozumienie ani o litość. Komunikuje natomiast językiem obliczonym na zburzenie spokoju czytelnika lub wywołanie strachu.
Notre-Dame-des-Fleurs (Matka Boska Kwietna), 1942−1943Powieść ta, to pisana zza więziennych krat apologia „świętych bandytów” – pełna peanów, bujnych metafor i erotycznych zachwytów historia świata zniewieściałych męskich prostytutek i ich alfonsów: Boskiej, Madonny Kwietnej, Mimozy, Pieszczocha Drobne Stópki i innych. Z kart powieści wylewa się fascynacja męskim ciałem wśród natchnionych opisów ciemnych zaułków, rynsztoków, cuchnących cel, onanizmu, gwałtów i bójek. Galeria postaci międzywojennego Paryża z placu Pigalle i Blanche – aktywnych, brutalnych, mrocznych, zmierzających ku śmierci.
Le Miracle de la rose (Cud róży), 1943–1944To kolejna powieść „wyklętej literatury”. Zawiera wiele wątków autobiograficznych. Żarliwa męska miłość, zarówno psychiczna, jak i fizyczna, pojawiająca się w zamkniętym świecie, wśród mocnych, mrocznych mężczyzn, stanowi główny wątek powieści. Narrator, alter ego autora prowadzi czytelnika przez historię swoich uczuć i fascynacji w poprawczej kolonii dla młodocianych i ciężkim więzieniu dla recydywistów i morderców.
Pompes funèbres (Ceremonie żałobne), 1944–1945Tematem jest tu miłość bohatera-narratora do pięknego chłopca o imieniu Jean. Uczucie i pożądanie spełniają się podczas jednej jedynej wspólnej nocy, co daje im obu chwilowe poczucie szczęścia i iluzję odnalezienia w okupowanym Paryżu skrawka intymnej przestrzeni, odseparowanej od toczącej się wojny. Jean zginie jednak tuż przed jej końcem. Wyzwolenie, euforia na ulicach będą brzmiały dla bohatera jak żałobne requiem.
Querelle de Brest (Querelle z Brestu), 1946Tłem tej powieści jest morze i miasto portowe pod okupacją niemiecką. Francuski marynarz Querelle przybywa do Brestu, w poszukiwaniu swojego brata, Roberta. Odnajduje go w pewnej tawernie i dowiaduje się, że jest kochankiem Lysienne, właścicielki lokalu. Jej mąż, Nono, spostrzega zainteresowanie marynarza kobietą i proponuje mu układ. Obaj zagrają w kości – jeśli Querelle wygra, dostanie kobietę, na noc, lecz jeśli przegra noc spędzi z Nono. Qurelle pociągnięty perwersją zakładu, z premedytacją przegrywa grę, prowokując wydarzenia, które wkrótce doprowadzą do zbrodni. Powieść ta jest nasyconą poetyką opowieścią, oniryczną wizją morderstwa i pogmatwanych emocji między ofiarą i oprawcą. Nagromadzeniem erotyki i przemocy, czasem kiczu i patosu i poezji Genet stworzył utwór o odkrywaniu kobiety w mężczyźnie.
Journal du voleur (Dziennik złodzieja), 1949W stylizowanej na pamiętnik powieści, Genet opisuje przejścia więzienne bohatera i wspomnienia z włóczęgi, który przekracza granice społecznie akceptowanej normalności psychicznej i seksualnej, by po stronie marginesu lokować swe homoseksualne namiętności. Jeannot podróżuje po całej Europie, bez skrupułów kradnąc i oszukując. Kocha też wszystkich tych bandziorów, których spotyka po drodze: mocnego Stilitana, mrocznego Armanda o szerokich ramionach i owłosionej piersi, chłopaków z Czech, z Jugosławii, z Polski. Wyzbywa się wszelkich etycznych zasad; dla każdego z ukochanych gotów jest rabować, prostytuować się, przerzucać narkotyki, siedzieć w więzieniu. Nie dostanie jednak w zamian ani odrobiny miłości, za to aż w nadmiarze seks, pogardę, zdradę i kopniaki.

### Studium homoseksualizmu w prozie amerykańskiej okresu pre-Stonewall
W amerykańskiej prozie z lat 1940–1970, czyli sprzed umownej daty pierwszych gejowskich zamieszek przy Stonewall znaleźć można kilku twórców zajmujących się tematyką LGBT.
Gore Vidal w 1948 r. opublikował powieść The City and the Pillar (Miasto i kolumna, polskie wyd. Nie oglądaj się w stronę Sodomy). Jest ona historią chłopca, który w szkole średniej odkrywa, że jest homoseksualistą. Zakochuje się w swoim przyjacielu i przez kilka lat bez nadziei marzy o nim. Po latach przypadek sprawia, że spotkają się ponownie.
James Purdy (1914–2009) w 1967 roku opublikował jedną z preskursorskich współczesnych amerykańskich powieści gejowskich pt. Eustace Chisholm and the Works. Napisana w stylu XX-wiecznego Satyrikona jest opowieścią o nieokiełznanej i karnalnej pasji dwóch młodych mężczyzn w ich poszukiwaniu sensu i celu życia. Purdy był postacią kontrowersyjną amerykańskiej sceny literackiej. Ostro krytykowany przez jednych, wychwalany przez innych był raczej samotnikiem niż gwiazdą salonów literackich. „Eustace Chisolm and the Works” czekała ponad 30 lat na literacką nagrodę Clifton Fadiman Medal for Excellence in Fiction.

### Znaczenie prozy Jamesa Baldwina

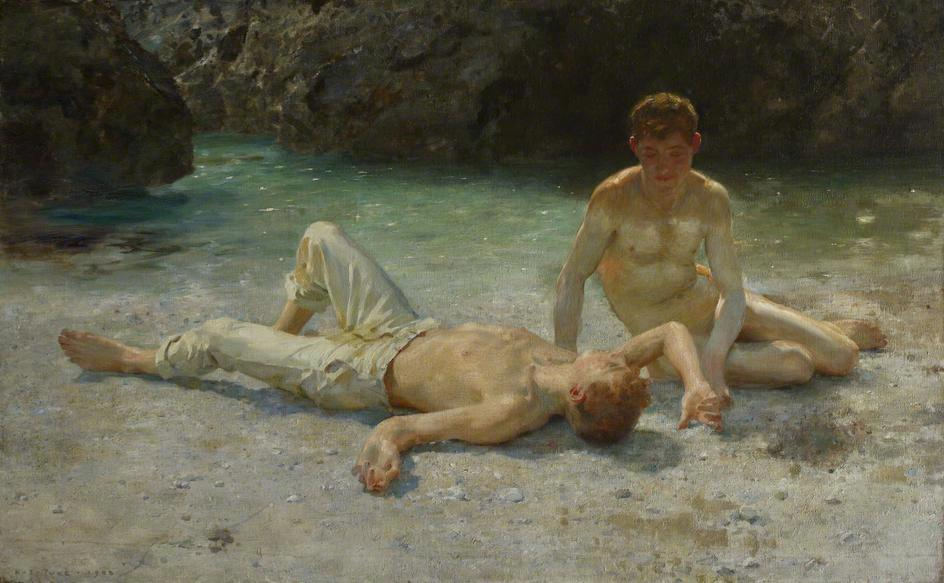
Henry Scott Tuke Żar w południe (1902)

Twórczość tego autora przez wielu krytyków uważana jest za jedną z pierwszych, która przełamała zastaną konwencję pisarską i podniosła homoerotykę do rangi pełnoprawnego środka literackiego. James Baldwin będący czarnoskórym gejem z Harlemu osiągnął znaczący sukces w kulturze, która za normatywny uważała biały heteroseksualizm. Uważa się, że zasiał tym samym w Ameryce ziarno dyskusji społecznej wokół homoseksualizmu i rasizmu, tworząc podłoże dla ruchu gejowskiego po rebelii Stonewall z 1969 roku. Baldwin w swojej twórczości starał się kształtować homoerotyczną wrażliwość oraz tworzyć pozytywny, niedewiacyjny wzorzec homoseksualności.
The Outing (Wycieczka), 1951Tematem tego opowiadania wydanego w zbiorze Going to meet the man jest seksualne przebudzenie dwóch dorastających chłopców. Johny i David spędzają ze sobą czas na parafialnym pikniku, gdy Johny uświadamia sobie swoje uczucia do kolegi. Nieznane emocje budzą w nim jednocześnie podniecenie i strach, popychają do Davida i hamują. Opowiadanie pozostawi kwestię wyboru otwartą.
Go Tell It on the Mountain (Głoś to na górze), 1953W powieści tej, zawierającej wiele wątków autobiograficznych, autor rozwija temat seksualnego dojrzewania. Wykorzystując imaginarium biblijne, buduje uniwersalną przypowieść o inicjacji swojego 14-letniego bohatera, kształtowaniu się męskiej tożsamości i buncie przeciw odwiecznym autorytetom.
Giovanni’s Room (Pokój Giovanniego, Mój Giovanni), 1956Powieść ta opiera się o problem tożsamości seksualnej i dokonywania wyborów. Jej bohater, David to młody Amerykanin, który w Paryżu zakochuje się w przystojnym Włochu, Giovannim. David nie jest jednak pogodzony ze swoją odmienną seksualnością i porzuca kochanka. Giovanni zaczyna szukać pocieszenia w seksualnym półświatku, co doprowadza go do upadku i ostatecznie popycha do morderstwa. Złapany i skazany czeka na wyrok śmierci. Fabuła tej opowieści rozpoczyna się w przededniu egzekucji i retrospektywą wędruje do początków romansu.
Another Country (Inny kraj), 1962Obrazki z życia ośmiu mieszkańców Nowego Jorku – postaci różniących się narodowością, zamożnością, kolorem skóry i seksualnością, stanowiących miniaturę amerykańskiego społeczeństwa. Książka jest wejrzeniem w wielokulturowość społeczeństwa wraz z jego konfliktami i stereotypami. Homoseksualizm traktuje w otwarty, nieskrępowany sposób: dla bohaterów różnice w upodobaniach seksualnych nie są problemem, ani powodem do paniki lub poczucia winy.
Tell Me How Long the Train's Been Gone (Powiedz mi, jak dawno odszedł pociąg), 1968Bohaterem tej powieści Baldwin uczynił 39-letniego biseksualnego, czarnoskórego aktora, Leo Proudhammera. U szczytu sławy przechodzi zawał serca, a pobyt w szpitalu staje się okazją do refleksji nad dotychczasowym życiem. We wspomnieniach próbuje odnaleźć doświadczenie, które mogłoby uporządkować i nadać sens życiu. Wartości te odnajduje w swoim dawnym romansie z Christopherem, czarnym rewolucjoniście, dla którego własny homoseksualizm nigdy nie stanowił problemu i nie przeszkadzał w angażowaniu się w otwartą walkę z rasizmem.
Just Above My Head (Tuż ponad mą głową), 1979Powieść ta jest spojrzeniem na życie murzyńskiego pieśniarza gospel oczami jego brata, dokonującego podsumowania po jego śmierci. Hall próbuje zrozumieć powody tak trudnego, pogmatwanego życia i samotnej śmierci, jakie były udziałem jego brata.

### Proza post-Stonewall
Pedro Almodovar Patty DiphusaKsiążka jest zbiorem felietonów i innych krótkich form literackich reżysera znanego z oryginalnych i ekscentrycznych filmów, które łączy prześmiewczy ton wypowiedzi. Tytułowa postać, Patty Diphusa, to gwiazda filmów pornograficznych, alter ego autora.
Cyril Collard Dzikie nocePowieść o „miłości w epoce AIDS” – pamiętnik biseksualnego nosiciela HIV.
Joseph Gabriel Przekwitający mak, 1990Kronika ostatnich dni miłości – pamiętnik mężczyzny, którego kochanek umiera na AIDS.
Doris Zinn Mój syn kocha mężczyznHumorystyczna, napisana z werwą opowiastka przedstawiająca reakcję matki na nieoczekiwane zwierzenie syna, że jest gejem.

### Współczesna amerykańska poezja gejowska
- Mark Doty
- Carl Phillips
- Timothy Liu
- David Trinidad

### Coming out i autobiografie
Wśród współczesnych prozaików amerykańskich Edmund White uchodzi za jednego z najwybitniejszych autorów zajmujących się tematem homoseksualizmu. Jest on m.in. autorem trzyczęściowego cyklu autobiograficznych powieści. Pierwsza z nich A Boy’s Own Story (1982) jest pisaną w pierwszej osobie historią chłopca, który odkrył swoją odmienność seksualną – odzwierciedla jego trudne dzieciństwo w realiach Ameryki lat 50. XX wieku, dorastanie i alienację: traktowanie homoseksualizmu jak choroby, terapia, rozwód rodziców, drwiny siostry i opresję szkolną. Próba ocalenia poczucia własnej wartości jest ucieczką w świat literatury, sztuki i wyobraźni. Bohater stara się kultywować trwałe przyjaźnie z kolegami i mentorami, pragnienie być kochanym przez ludzi, stara się walczyć z poczuciem winy i wstydu, próbując zaakceptować siebie takim, jak jest. Druga część zatytułowana The Beautiful Room is Empty (1987, Piękny pokój jest pusty) jest kroniką dorastania i wczesnej dorosłości bohatera. Przeprowadzka do wielkiego miasta i życie studenckie koncentrujące się wokół seksualnych obsesji, rodzących się relacji intelektualnych, dziennikarstwa i sztuki. Wokół narastająca atmosfera społecznego i kulturowego buntu lat 60. oraz rodzący się „gay liberation movement”. Trzecia część, The Farewell Symphony (1997) jest opowieścią o człowieku, który będąc gejem, przeżywa większość swoich przyjaciół. Akcja rozpoczynająca się pod koniec lat 60. dzieje się w Nowym Jorku, Rzymie, Paryżu po lata współczesne.
W książce Zanim zapadnie noc (1992) swoją homoseksualną autobiografię utrwalił kubański dysydent i pisarz Reinaldo Arenas. Jako szesnastolatek przyłącza się do rewolucjonistów Fidela Castro. Po zwycięstwie rewolucjonistów otrzymuje rządowe stanowisko. Wkrótce jednak nieokiełznany indywidualizm i otwarty homoseksualizm przypinają mu piętno „ideologicznego dewianta” i wpędzają w kłopoty. Jest prześladowany, trafia do więzienia, a na jego twórczość zapada zakaz publikacji. Zmuszony do opuszczenia kraju w 1980 r. trafia na emigrację do USA i osiedla się na Manhattanie. Barwna powieść pełna humory, seksu i uczucia stała się kanwą filmu pod tym samym tytułem, zrealizowanego w 2000

### Przenikanie wątków LGBT do głównego nurtu literatury
Postacie LGBT pojawiają się współcześnie u autorów, których trudno zaliczyć do literatury gejowskiej. Temat miłości homoseksualnej podejmują również autorzy głównego nurtu literatury, którzy zajmują się tego typu tematyką sporadycznie.
- Wydana w 1980 r. powieść Umberto Eco pt. Imię róży rozgrywa się w mrocznej scenerii włoskiego średniowiecza. W jednym z wątków śledztwa prowadzonego na kartach książki, odkryte zostają homoseksualne praktyki wśród mnichów w klasztorze benedyktynów.
- Milan Kundera w swej powieści Nieznośna lekkość bytu napisanej w 1982 r. przedstawia skomplikowaną relację Sabiny (kochanki głównego bohatera) i Teresy (jednej z głównych postaci), w której można się doszukać pewnych lesbijskich implikacji.
- W tragikomicznej powieści irlandzkiego pisarza Roberta McLiam Wilsona pt. Ulica marzycieli (1996) akcja rozgrywa się w Belfaście, w którym terroryzm i antagonizmy między katolikami i protestantami to codzienność. Jeden z wyjątkowo tragicznych zamachów wyzwala w bohaterach najbardziej osobistą sferę odczuć. Wśród przedstawionych historii znalazła się opowieść o steranej życiem gospodyni domowej, która odkryła swoje szczęście w miłości do kobiety, oraz o jednym z przyjaciół głównego bohatera, zaskakującym swoją paczkę coming outem i z dumą przedstawiającym swojego chłopaka.
- Opowiadanie E. Annie Proulx pt. Brokeback Mountain, stało się kanwą głośnego i przełomowego filmu pod tym samym tytułem. Jest ono historią trudnego i niebezpiecznego romansu, który połączył ze sobą dwóch chłopaków w westernowej scenerii Wyoming lat 60. XX w. Annie Proulx włączyła to opowiadanie do wydanego w 1999 r. zbioru Close Range: Wyoming Stories, łączącego jedenaście krótkich historii ponurych losów mieszkańców wiejskich rejonów Wyoming.
- Zbiór pt. Bliźnięta Fahrenheit (2005) Michela Fabera przedstawia siedemnaście obrazków natury obyczajowej, spojrzeń na różnych ludzi i różne miejsca i podróżny po meandrach i zawiłościach ludzkiego losu i psychiki. Wśród nich, w opowiadaniu Czarno wszędzie autor umieścił mężczyznę, który porzucił rodzinę dla kochanka, a który dojrzewając do ojcostwa walczący o odzyskanie uczuć swojej córki. Nakreślił przy tym wyrazisty rys wyzwolonej homoseksualnej seksualności, przywołany we wspomnieniach bohatera[68].

## Współczesna literatura polska

### Literatura początków XX wieku w Polsce

#### Wyznaczniki
Wspólną cechą utworów nawiązujących do tematyki LGBT z tego okresu jest swoista niechęć do nazywania rzeczy po imieniu, przejawiająca się w szczególnej subtelności i metaforyczności ujęcia tematu. Dla twórców, którzy sami przejawiali odmienność seksualną, taki sposób ujęcia osobistego tematu stanowił fasadę, za którą można się było bezpiecznie skryć. Tematyka bywała często dyskretnie przemycana bez wzbudzania kontrowersji i bulwersowania czytelnika. Szokowanie nie było tu celem – nurt ten przede wszystkim chciał być obecny i akceptowany, nawet kosztem kompromisów. Dla stylu polskich XX-wiecznych pisarzy German Ritz ukuł wiele mówiące określenie „poetyka niewyrażalnego pożądania”. Utwory literackie składają się na kronikę samotnie przeżywanej odmienności i utajonych, wstydliwych pragnień, obciążonych poczuciem winy i wyrzutami sumienia. Część z nich bywała „rozszyfrowywana” dopiero po latach w kontekście upublicznianych biografii pisarzy.

#### 'Dziewczęce fascynacje' w prozie Marii Dąbrowskiej
W pierwszym tomie Nocy i dni Marii Dąbrowskiej znaleźć można wątek rodzącej się przyjaźni i miłości między dojrzewającymi dziewczętami. Agnieszka Niechcicówna, córka Barbary, jest zafascynowana swoją nauczycielką i koleżankami tak dalece, że niektórzy badaczy łatwo rozpoznali ten wątek, jako młodzieńcze emocje zakochania się. W dalszym toku fabuły czytelnik przekonuje się jednak, że Agnieszka skieruje swoje uczucia ku chłopcom.

#### Publicystyka Boya-Żeleńskiego
Wyjątkiem na tym tle stała się publicystyczna działalności Tadeusza Boya-Żeleńskiego, który bezkompromisowo i jako pierwszy w 1925 r. podejmował temat odmienności seksualnej, czym bez wątpienia przyczynił się do depenalizacji homoseksualizmu w Polsce. Wątku tego obecnego w felietonach „Boya” nie podjęli jednak liberalni pisarze tamtych czasów.

#### Eksperymenty narkotykowo-seksualne u Witkacego
W kilku powieściach Stanisława Ignacego Witkiewicza znaleźć można opisy orgii, w których biorą udział osoby obu płci w różnych układach. Pożegnanie jesieni zawiera fragment dotyczący eksperymentów homoseksualnych Atanazego Bazakbala po zażyciu kokainy. Bohater ten, niespełniony artysta zdradzający żonę z inną kobietą, odbywa perwersyjny stosunek z pewnym arystokratą.

#### Wątki homoseksualne u Gombrowicza
Kilka wątków homoseksualnych zawierają dzieła Witolda Gombrowicza. Już w debiutanckim zbiorze opowiadań Bakakaj znajdziemy opowiadanie Zdarzenia na brygu Banbury, w którym główny bohater obserwuje homoseksualne zaloty marynarzy. Z kolei w Ferdydurke mowa jest o brataniu się Miętusa z parobkami, będącym czytelną aluzją do kontaktów erotycznych, traktowanych tu przez ziemiańskich wujostwa bohatera jako ekscentryczny pański kaprys, do którego według nich szlachcic ma zupełne prawo. W dalszej części fabuły opinia o naturze tych kontaktów okazuje się jednak zupełnie mylna.
W Operetce pojawia się postać ambiwalentnego seksualnie mistrza Fiora, projektanta mody. W Trans-Atlantyku pomiędzy karykaturalny wizerunek polskiej tożsamości narodowej na emigracji wpleciona jest homoseksualna fascynacja liberalną „synczyzną” stawiana w opozycji do konserwatywnej i heteroseksualnej ojczyzny. Homoseksualizm uosabia tu postać ekscentrycznego Gonzalo. Powieść Pornografia jest obrazem Polski lat wojny, w której wali się system tradycyjnej kultury. Na jej miejsce powstaje nowa rzeczywistość, w której starzy i młodzi współpracują, aby zrealizować wspólnie fascynacje podszyte erotyzmem – również homoerotyzmem.

#### Pamiętniki i publicystyka artystycznego środowiska międzywojennego
W listach, pamiętnikach i wspomnieniowej literaturze z okresu międzywojennego w Polsce przewijają się zapiski o erotycznych skłonnościach niektórych postaci tamtejszego światka. O męskich romansach swojego męża, Jarosława Iwaszkiewicza, w taktowny sposób pisze Anna Iwaszkiewicz, która sama przeżywała fascynację piękną kobietą ze środowiska skamandrytów, Marią Morską. Wspomina też o kilku podobnych przypadkach, m.in. Jana Lechonia, którego pełne, niezawoalowane szczegóły biografii ukazały się po latach w książce Józefa Adama Kosińskiego pt. Album rodzinne Jana Lechonia.

#### Twórczość Jarosława Iwaszkiewicza
Temat homoseksualizmu w najbardziej jawny sposób, na jaki można było w polskiej prozie początku XX w., poruszał Jarosław Iwaszkiewicz, mimo zarzucanego mu przez niektórych częściowego braku obiektywizmu. W drugiej fazie twórczości, w latach 30. Iwaszkiewicz opublikował takie utwory jak Przyjaciele, Zygfryd i Nauczyciel, w których podejmuje otwarcie wątek uwiedzenia młodego chłopaka przez starszego mężczyznę, głównie przy tym uwiedzenia intelektualnego. Homoseksualizm jest tu ukazany w kontekście społecznym, przez pryzmat realizmu psychologicznego. Pojawia się też kwestia napiętnowania, jak w Nauczycielu, w którym odkrycie skłonności guwernera doprowadza do jego natychmiastowego zwolnienia i infamii.
We wszystkich wymienionych utworach narrator jest patrzącym z boku, zdystansowanym obserwatorem, sugerującym, że autor porusza temat wyłącznie z ciekawości poznawczej. Iwaszkiewicz nigdy nie odważył się na autobiograficzne przedstawienie odmienności. Z tego powodu cały dorobek literacki, a szczególnie utwory z początku twórczości, poddawany był analizie przy pomocy klucza życiorysu pisarza. Tym sposobem doszukano się w Pannach z Wilka skrytych w dziewczęcy kostium chłopców z wczesnej młodości Iwaszkiewicza. Posługując się podobnym kluczem, odczytuje się na nowo utwory Jana Lechonia, Pawła Hertza, Zygmunta Mycielskiego i Marii Dąbrowskiej.

#### Listy Józefa Rajnfelda do Iwaszkiewicza
Józef Rajnfeld (inny zapis nazwiska: Reinfeld; ur. 1 kwietnia 1908, zm. w sierpniu 1940) urodził się w Warszawie w rodzinie żydowskiej. Jego rodzice trudnili się kupiectwem. Studiował w warszawskiej ASP. Uprawiał rysunek i malarstwo. Miał orientację homoseksualną. W dwudziestoleciu międzywojennym wiele podróżował po Europie, najdłużej przebywając we Francji. Już po wybuchu II wojny światowej, poszukiwany przez Niemców i osaczony przez Gestapo w Biarritz lub Bordeaux, popełnił samobójstwo.
Twórczość plastyczna uległa zniszczeniu lub rozproszeniu; prace ze zbiorów prywatnych we Francji nie są szerzej znane. Paweł Hertz wspomina, że duży zespół prac Rajnfelda ze swego paryskiego zbioru krytyk muzyczny Doda Conrad (który poznał Rajnfelda w Paryżu w 1928) przekazał w 1982 do warszawskiego Muzeum Narodowego, gdzie jednak nie były eksponowane (spoczywają w magazynie). Pozostaje więc w kulturze polskiej jako autor listów. W latach młodości Rajnfeld był najpierw kochankiem poety Jana Lechonia, a później związał się z Iwaszkiewiczem – namiętny związek miłosny stał się z czasem tylko przyjaźnią. Jej świadectwem jest dochowany zespół listów do kochanka i przyjaciela, ocalały w Stawisku, przygotowany przez Iwaszkiewicza do druku w roku 1947, a opublikowany pół wieku później.
Listy Rajnfelda zajmują wyjątkowe miejsce w epistolografii polskiej jako świadectwo homoerotycznej namiętności i uczucia. Zawierają też obserwacje na temat sztuki (zwłaszcza malarstwa dawnego i najnowszego) i współczesnego życia kulturalnego. Iwaszkiewicz określa je w dzienniku jako „wielki dokument epoki”.

#### Nieznana powieść Karola Szymanowskiego
Homoseksualizm Karola Szymanowskiego nie był tajemnicą w przedwojennym środowisku artystycznym, choć powszechnie o tym nie mówiono (starająca się ok. 1930 o względy kompozytora pisarka Zofia Nałkowska nic o jego orientacji nie wiedziała, co poświadczają jej ówczesne zapiski w dzienniku). W młodzieńczych latach Szymanowskiego jego kochankiem był m.in. Jarosław Iwaszkiewicz.
Owocem jednej z wielkich miłości kompozytora była powieść Efebos, której tematem w sporej części był homoseksualizm. Pierwowzorem głównego bohatera był młody rosyjski poeta i tancerz Boris Kochno. Szymanowski kochał się w nim z wzajemnością. Efebos nie doczekał się jednak wówczas publikacji – za życia kompozytor wolał nie wydawać swej powieści, po jego śmierci jego rodzina się temu sprzeciwiała. Rękopis zdeponowany u Jarosława Iwaszkiewicza spłonął we wrześniu 1939 r. w jego warszawskim mieszkaniu. Obecnie znane są tylko rozmaite fragmenty powieści, w tym obszerny rozdział Uczta (inspirowany dialogiem Platona), który Szymanowski sam przetłumaczył na rosyjski i ofiarował Borysowi Kochno. Ten rękopis ocalał w paryskim mieszkaniu dawnego kochanka kompozytora. Całość dochowanych fragmentów opublikowała Teresa Chylińska, Ucztę drukując we współczesnym przekładzie, którego dokonała Olga Broda (wydany polski tekst rozdziału Uczta w powieści Efebos jest więc przekładem; rosyjski tekst Szymanowskiego zamieszczono w aneksie).

#### Twórczość Juliana Stryjkowskiego
Swą homoseksualną orientację seksualną Julian Stryjkowski ujawniał tylko w wąskim kręgu towarzyskim. Znał ją zaprzyjaźniony z nim Jarosław Iwaszkiewicz, kojarzyło też środowisko miesięcznika „Twórczość”, z którą Stryjkowski stale współpracował. Współtworzący jej redakcję krytyk literacki Andrzej Kijowski wspomina w dzienniku w związku ze Stryjkowskim o „pederastycznej tajemnicy”. Także Anna Kowalska przedstawia pisarza w dzienniku, porównując go do „kobietki”, to znów wymieniając pośród „trzech kapryśnych pederastów” na przyjęciu z okazji wydania Austerii. Pisarz długo traktował ten temat jak prywatne „tabu”, dopiero w późnym okresie życia mówiąc o tym otwarcie.
Twórczość Stryjkowskiego w zasadzie omija wątki homoseksualne. Jej autobiografizm dotyczy wyborów ideowych pisarza (najpierw komunisty, potem w opozycji w PRL-u), jego przeżyć we Lwowie pod władzą sowiecką, zwłaszcza jednak doniosłej dla pisarza tradycji żydowskiej i tematu holocaustu. Sam pisarz jednak uznawał, jak wyznał, homoseksualizm za ważną inspirację dla własnej twórczości.
Dopiero w późnym okresie ujawniał to pełniej. Temat podejmują dwa opowiadania składające się na tom Milczenie (1993; obok tytułowego – Leśny spacer), książkę o spełnionej miłości homoerotycznej, „wymagającą w Polsce wiele odwagi”. Znaczenie osobne ma krótka powieść Tommaso del Cavaliere (1982), której bohaterami stali się Michał Anioł i będący przedmiotem jego fascynacji młody przyjaciel (bohater tytułowy). Jest to zarazem powieść o śmierci i o duchowej mocy sztuki.

#### Twórczość Jerzego Andrzejewskiego
Orientację homoseksualną Andrzejewskiego kojarzono w środowisku literackim. Zaprzyjaźniony z nim kompozytor Zygmunt Mycielski portretował go w swym dzienniku m.in. w sytuacjach prywatnych (np. pijanego z męską prostytutką w pokoju Grand Hotelu w Sopocie). Sam pisarz ujawnił swą orientację w opublikowanych fragmentach dziennika intymnego (całość spoczywa w rękopisie), dołączonych w 1981 do opowiadania Apelacja. Został tam wymieniony poeta Krzysztof Kamil Baczyński jako największa miłość pisarza (niespełniona): „był moją największą miłością – mogę tak myśleć i mogę tak mówić”.
Motywy homoseksualne podejmuje arcydzieło Andrzejewskiego – słynna, złożona z 2 zdań, powieść Bramy raju (1960), osnuta fabularnie wokół krucjaty dziecięcej z 1212 roku. Młodzieńczy bohaterowie utworu uwikłani są w pełne napięć relacje uczuciowe. Przywódca grupy Jakub z Cloyes wyruszył na krucjatę przez pamięć dla zmarłego kochanka (rycerza), z kolei w Jakubie zakochany jest biorący udział w wyprawie Aleksy. Jej adaptację, brytyjski film Bramy raju, dał w 1968 roku Andrzej Wajda, zachowując homoseksualne wątki utworu; cenzura w Polsce nie dopuściła tego filmu na ekrany kin.
W jednym z wątków obszernej powieści Miazga ukończonej przez Jerzego Andrzejewskiego w 1970 roku (niedopuszczonej do druku przez cenzurę w Polsce i wydanej w Londynie w 1977) pojawia się pokazany wprost związek homoseksualny dwóch bohaterów: Marka Kurana i Ksawerego Panka. Ciekawszy interpretacyjnie jest jednak inny wątek – miłość Adama Nagórskiego, będącego alter ego pisarza, do enigmatycznej Nike. Postać ta jest zarówno fantasmagoryczna, jak i psychologicznie mało prawdopodobna. Andrzejewski nie ukrywał zastosowanego przez siebie zabiegu literackiego. W „dziennikowych” fragmentach Miazgi wspomina z Markiem K., pierwowzorem postaci Nike. Pisarz był z nim związany w latach 60.: „M. K., którego nie widziałem chyba ze dwa lata, też czas trochę strywializował. Nagórski rozsądnie by postąpił, gdyby zrezygnował z wywoływania twarzy Nike z niedalekiej przeszłości, uczynił natomiast pewien wysiłek, aby sobie wyobrazić, jak ta twarz będzie wyglądać za kilka lat.”.

### Przedemancypacyjna polska proza homoerotyczna końca XX w.
Polskie życie społeczne szerokim łukiem ominęła rewolucja zapoczątkowana nowojorskimi wydarzeniami 1969 r. Pierwsze symptomy zmian kulturowych zauważalne stały się z 20-letnim opóźnieniem. Począwszy od końca lat 80. XX w., zaczęły ukazywać się w Polsce pozycje książkowe odwołujące się wprost do homoseksualizmu, wyraźnie oddzielone od literatury głównego nurtu, często wydawane w lokalnej prasie lub w niszowych nakładach. Łączyła je tematyka jawnego podjęcia problemu odmienności przedstawianego w osobistym wymiarze, często w dość przygnębiającym tonie, przedstawiająca spatologizowaną homoseksualność PRL-u. Autorzy kreują postacie odsłaniające swoją trudną egzystencję, licząc na zrozumienie ze strony czytelnika. Twórczość ta nie ma jeszcze ambicji zaangażowanej literatury, przy czym razem z ukazywaniem się książek z tego okresu krystalizowało się w Polsce zupełnie nowe pojęcie: „geja”.
Marian Pankowski Rudolf, 1980Powieść Pankowskiego to literatura „opowiedzianej tajemnicy”, wywrotowa i łamiąca tabu. W fabule powieści główną postacią jest stary Niemiec, były żołnierz Wehrmachtu, opisujący swoją bujną homoseksualną przeszłość podczas swoich wyjazdów do Polski i Francji. Wśród wspomnień są piękne i ekstatyczne chwile, ale jest przede wszystkim cielesność grzeszna i sprzedajna. Są sceny rozgrywające się w pikietach i domach schadzek z miłością ukrywaną i wstydliwą. Jest też przyjaźń z byłym profesorem uniwersytetu, Polakiem na emigracji, więźniem hitlerowskiego obozu koncentracyjnego.
Tadeusz Olszewski Zatoka Ostów, 1988 (I wyd. 2008)Tematem powieści są narodziny, trwanie i niespełnienie związku homoseksualnego oraz towarzyszące mu emocje, które według autora, jakościowo niczym nie różnią się od uczuć towarzyszących miłosnym relacjom kobieta – mężczyzna. W socjalistycznym państwie oficjalnie nie ma homoseksualistów – geje muszą udawać „heteryków” kryjąc się za fasadą normalności. Główny bohater, Piotr żyje pod presją heteroseksualnej tożsamości, którą na każdym kroku musi potwierdzać wobec otoczenia, choć tak naprawdę czuje, że jest gejem. Powoli odkrywa samego siebie, jednak zdążył już zabrnąć o krok za daleko: ożenił się, osiągnął zawodową pozycję, a przekroczenie normy równałoby się z czystym szaleństwem. Nie wie co zrobić z tłumionym pożądaniem, co począć z wakacyjnym romansem z młodym Anglikiem, jak zachować się wobec żony, która zaczyna dostrzegać jego inność. Dzięki romansowi z Jeffem przekonuje się, że homoseksualizm to nie tylko seks i dociera do pełnej samoakceptacji.
Grzegorz Musiał Czeska biżuteria, 1983
Witold Jabłoński Gorące uczynki, 1988Środowiskowa powieść ulokowana wśród współczesnej bohemy, w kręgu tancerzy baletowych, muzyków rockowych i złotej młodzieży. Różne odmiany seksu potraktowane w ciepły i poetycki sposób, choć w nieco wyidealizowany sposób. Bohaterem jest młody i piękny tancerz, który rozkochuje w sobie kilku mężczyzn. Przechodzi od łóżka do łóżka, dopóki nie znajdzie szczęścia i miłosnego spełnienia w sielankowych okolicznościach.
Grzegorz Musiał W ptaszarni, 1989Opowieść o gejowskich realiach w PRL-u. Bohaterem jest tu Jakub – stary, zniszczony człowiek, żyjący tylko wspomnieniami. Na kartach książki opowiada swoją historię życia: o Albercie, który był jego największą miłością, o chłopcach poznawanych w parku, sąsiadach z dzieciństwa, kolegach z czasów studiów w Krakowie i kalekiej koleżance, która chciała wejść mu do łóżka.
Tadeusz Gorgol Zakazana miłość, 1990
Marcin Krzeszowiec Ból istnienia, 1992
Antoni Romanowicz Nieznany świat, 1992
Marek Nowakowski Grecki bożek, 1993
Jerzy Nasierowski Ty pedale, ty Żydzie, 1992

### „Mury Hebronu” i „Biały kruk” Andrzeja Stasiuka
Mury Hebronu to proza więzienna Andrzeja Stasiuka, dwanaście obrazów zza murów „kryminału”, w świecie gdzie dominują samotność, ból, bezczynność, apatia i tęsknota. Zamknięci w nim mężczyźni – gwałciciele, mordercy i złodzieje – poza nawiasem społeczeństwa budują własny system wartość i norm. Problem braku kobiet rozwiązują brutalnie: załatwia je „przecwelony” współwięzień. Za murami słaby, wykorzystywany przez wszystkich „cwel”, tkwi na samym dnie społecznej hierarchii więzienia. Najpełniejszy, a zaraz bardzo przejmujący obraz wykorzystywanego seksualnie więźnia zawarł Stasiuk w części pt. Maria:
Ciało chude, nieproporcjonalnie długie. Szmaciana lalka skąpo wypchana trocinami. Skulona i czujna. Wsłuchana w mruknięcia mężczyzn. Odgłosy wściekłości albo pobłażania.
W Białym kruku wydanym przez Stasiuka w 1995 r. jedną z głównych postaci jest homoseksualny Wasyl Bandurko, jeden z czwórki kumpli, warszawiaków, którzy znają się od podstawówki. To on jest sprawcą szaleńczej wyprawy w zimowe góry, i to on staje się ostatecznie jej ofiarą.

### Wieloodcieniowe postacie wśród bohaterów prozy Olgi Tokarczuk
W powieści Prawiek i inne czasy tej współczesnej autorki znajduje się opis silnych erotycznych fantazji o miłości z kobietą, które przeżywa we śnie jedna z bohaterek, Kłoska, po urodzeniu dziecka.
W Domu dziennym, domu nocnym Olgi Tokarczuk, będącym w całości opisem przeróżnej dwoistości, ambiwalentności i ukrytego życia, wśród wielu bohaterów znajdziemy w jednym z wątków opis dziwnej młodzieńczej postaci. Fascynację nią/nim oraz potajemny romans nawiązują niezależnie od siebie, zarówno mąż, jak i żona. Jest tam też apokryficzna opowieść o świętej Kumernis, która chcąc zachować czystość, prosi Boga o oszpecenie. Cnotliwa dziewczyna obdarzona zostaje męską twarzą z gęstą brodą, twarzą Chrystusa, co skutecznie odstręcza zalotnika. Jest też para skrytych kochanków, braciszkowie Cyryl i Paschalis. Marzeniem tego drugiego jest stać się kimś innym – kobietą – a jednocześnie czystą miłością wielbi kobiety. Młody i naiwny mnich jest skłonny nawet wyruszyć na pielgrzymkę do Rzymu, aby papież uznał jego odmienną płeć.
Natomiast główną bohaterką opowiadania Ariadna na Naksos, pisarka uczyniła kobietę zafascynowaną sąsiadką-śpiewaczką. Znajdziemy w nim wysublimowane pożądanie i homoerotyczne odniesienia do greckiego antyku.
Innym przykładem poruszenia wątków LGBT w prozie Olgi Tokarczuk jest kwestia gejowska jak i transseksualna pojawiająca się w powieści Empuzjon, której akcja dzieje się podczas jesieni roku 1913 – postacie zamknięte w męskim ośrodku dla gruźlików w Görbersdorfie okazują się w dużej części należeć do środowiska LGBT, co, zważywszy na miejsce i czas, w których przyszło im żyć, muszą ukrywać przed światem.

### Polska literatura gejowska i lesbijska po 2000
Na początku XXI w. pojawiło się w Polsce umowne określenie „literatury gejowskiej i lesbijskiej” używane w odniesieniu do twórczości wynikającej z potrzeby odnajdywania tożsamości przez społeczność LGBT. Pojawiło się wraz z dyskursem politycznym na temat roli społecznej osób o odmiennej orientacji i procesami emancypacji LGBT. Często literaturze tej towarzyszył coming out lub wzięcie pod uwagę orientacji seksualnej autora. Ważnym faktem był tu rozwój ruchu LGBT w Polsce, a istotną cezurą dla tego nurtu polskiej literatury jest rok 2003, gdy na ulicach pojawiły się billboardy akcji „Niech nas zobaczą”.
Grzegorz Musiał Kraj wzbronionej miłości, 2001 (poezja)
Eryk Edwardsson Pamiętnik lesbijki, 2005
Inga Iwasiów Smaki i dotyki, 2006
Izabela Filipiak opowiadanie Pershing z tomu Niebieska menażeria, ...
Michał Witkowski Lubiewo, 2005Ta „powieść z życia ciot” zbudowana jest na opowieściach podstarzałych kampowych homoseksualistów nazywających siebie żeńskimi imionami – Paula i Michaśka, Patrycja i Lukrecja. Autor zrywa z konwenansem językowym i polityczną poprawnością snując „ciotowski Dekameron” i „przecwelone baśnie z tysiąca i jednej nocy”. Bohaterowie/bohaterki opowiadają sobie historie „made in Poland” z ostatniego półwiecza, albo też snują fantazje zmyślone na podstawie libertyńskich lektur. To historia ludzi „odrażających, brudnych, złych, fałszywych”, którą autor sam nazywa „pamiętnikiem z powstania pedalskiego”.
Bartosz Żurawiecki Trzech panów w łóżku nie licząc kota, 2005Gejowska romansowa powieść nawiązująca tytułem do książki Jerome K. Jerome. Trzydziestoletni Adam wiedzie ustatkowane, mieszczańskie życie z kochającym mężem u boku i kochankiem na boku. Kiedy romans pozamałżeński wychodzi na jaw, mąż odchodzi, a Adam szybko poznaje Michała, z którym połączył go seks od pierwszego wejrzenia. Ta znajomość wkrótce zmienia się w trójkąt z udziałem męża Michała. Sprawy zawodowe Adama zaczynają się komplikować, a historię wplata się Paulina – kobieta, która zakochuje się wyłącznie w gejach.
Maciej Miller Pozytywni, 2005Bohater książki to poliseksualny i metroseksualny Warszawiak, Zbyszek. Prowadzi rozrywkowe życie pomiędzy modnymi klubami a przelotnymi kontaktami. Kiedy dowiaduje się, że jest „pozytywny”, wali się wszystko. AIDS brzmi jak wyrok – kroplówki, izolatka, precyzyjnie podawane leki. Na początku jest niedowierzanie i szok, później refleksja. Bohater ostatecznie nie załamuje się. Wbrew rzeczywistości ośmiela się bawić, wciąż mieć marzenia i myśleć pozytywnie – potrafi znów wyciągnąć z szafy drag queenowe czerwone szpilki, rajstopy i boa.
Ewa Schilling Głupiec, 2006Opowieść o miłości, która nie ma racji bytu. Alina jest nauczycielką, córką protestanckiego pastora, wychowywaną religijnie, ale z indywidualnym i rozumnym podejściem do życia. Anka to zwariowana, charyzmatyczna uczennica liceum. Naprzeciw uczuciom takiego związku występuje wszystko: prawo, normy obyczajowe, wątpliwości moralne, wpojone rodzinne przekonania, a także zwykła mieszczańska zaściankowość. Autorka przedstawia związek, który zdaje się nie czekać nic poza katastrofą. Głupiec to w talii kart Tarota człowiek, który znalazł się nad przepaścią i jedyną rzeczą, która może go ocalić, jest bezgraniczna wiara w to, że potrafi chodzić po powietrzu.
Michał Zygmunt New romantic, 2007Polskie political-fiction w realiach IV RP reklamowana jako „pierwsza powieść antykaczyńska”. Jest dzień wyborów prezydenckich. Panuje nerwowe napięcie, ponieważ po całym kraju grasują rewolucyjne szajki robotniczo-gejowskie. Gdy telewizja ogłasza wstępne wyniki, dociera wiadomość, że w zorganizowanych zamachach zginęli wszyscy prominentni kandydaci, wśród nich jeden z braci Kaczyńskich.
Bartosz Żurawiecki Ja czyli 66 moich miłości, 2007Bohater tej powieści zaczyna od założenia sobie profilu w gejowskim serwisie randkowym, dzięki któremu nawiązuje rozliczne znajomości i cybernetyczne romanse. Wokół nich rozkręca się groteskowa fabuła przyprawiona odważnym homoerotyzmem i nieoczekiwanymi zwrotami akcji.
Marcin Szczygielski Berek, 2007Historia dwojga ludzi, który łączy wspólna klatka schodowa i wzajemna nienawiść. Paweł jest wyzwolonym z uprzedzeń i kompleksów gejem z wielkiego miasta. Pracuje w agencji reklamowej, praktykuje niezobowiązujący seks i dba o swoją kondycję. Anna to nieco już podstarzała gorliwa katoliczka i stara panna, konserwatywna i uprzedzona do wszelkiej nienormalności. Bohaterowie mieszkając w jednej kamienicy, słyszą się, podglądają, obgadują i izolują, tkwiąc samotnie we własnych światach. Obydwoje czekają jednak tak samo – na kogoś szczególnego, kto ich odmieni.

### Nawiązania do LGBT w najnowszej literaturze polskiej
Według krytyków, współczesna młoda literatura podchodzi do wątków LGBT z dużo większą swobodą niż poprzednicy. Z powodzeniem wygrywa językowe, fabularne i narracyjne możliwości tkwiące w tej tematyce.
- Dorota Masłowska Paw królowej
- Michał Witkowski Lubiewo
- Marzena Broda Nie dotykać Normana Hammera, Skaza
- Marta Dzido Małż
- Mariusz Sieniewicz Żydówek nie obsługujemy
- Tomasz Białkowski Dłużyzny
- Karolina N. Wiechowicz Pedagog

### Polska poezja gejowska i lesbijska
W poezji motywy homoerotyczne spotkać można w niektórych wierszach poetów i poetek tj.
- Narcyza Żmichowska
- Józef Ruffer
- Jarosław Iwaszkiewicz
- Jan Lechoń
- Maria Pawlikowska-Jasnorzewska
- Józef Czechowicz
- Krzysztof Kamil Baczyński
- Paweł Hertz
- Stefan Napierski
- Miron Białoszewski
- Tadeusz Różewicz
- Mieczyslaw Stanclik
- Krzysztof Boczkowski
- Bogusław Kierc
- Krzysztof Andrzej Jeżewski
- Eugeniusz Tkaczyszyn-Dycki
- Krzysztof Lipka
- Bartosz Konstrat
- Jacek Dehnel
- Piotr Sobolczyk
- Marek Krystian Emanuel Baczewski

Wyróżnić warto również całe zbiory, otwarcie podejmujące tematykę homoseksualną:
- Grzegorz Musiał m.in. Kosmopolites, Przypadkowi świadkowie zdarzeń, Kraj wzbronionej miłości
- Tadeusz Olszewski Nocny wariant, Ciemna pamięć, Jesień z Audenem, Tropiki smutku
- Ewa Sonnenberg Kraina tysiąca notesów, Planeta
- Marzena Broda Cudzoziemszczyzna, Prawo brzoskwinki do gromu
- Izabela Filipiak Madame Intuita
- Edward Pasewicz Dolna Wilda
- Adam Wiedemann Filtry

### Literatura faktu
Dziewczyny, wyjdźcie z szafy Anny Laszuk to zbiór kilkudziesięciu reportaży i wywiadów wydanych w 2006 r., których bohaterkami są polskie lesbijki.
Przez otwarte drzwi szafy widać małe miasteczka i stolicę, nauczycielki, tancerki, matki, zakonnice, aktywistki, kobiety urodzone jeszcze w czasie wojny i dwudziestolatki. Losy, o których przeczytacie, nie były łatwe, a wybory nie zawsze udane. Bohaterki Laszuk własnymi słowami opowiadają o dyskryminacji, agresji, o problemach z najbliższymi, lękach i traconych wciąż na nowo złudzeniach. Ale w książce – tak jak w ich życiu – nie brak też miłości, radości i nadziei. I wielkiego ładunku odwagi.

## Współczesna literatura popkulturowa

### Wątek geja-przyjaciela we współczesnej literaturze romansowej
W Ameryce początku XXI w. książki, których przedstawicielkami są takie pisarki jak Candace Bushnell, Helen Fielding, Marian Keyes czy Lauren Weisberger przyjęto nazywać z przekąsem wspólnym określeniem „chick lit”. Adresowane do kobiet, traktujące o kobietach, bardzo poczytne i ekranizowane. Elizabeth Merrick wykładowca literatury i krytyk literacki określa kwituje taką twórczość pisarską nieskomplikowanym schematem: Biała dziewczyna w wielkim mieście szuka Księcia z Bajki, w międzyczasie robiąc zakupy, stosując bądź przerywając dietę, unikając szefa i od czasu do czasu wybierając się na zakrapiany łzami lunch z obowiązkowym przyjacielem gejem. „Chick lit” to córka romansu i przyrodnia siostra kolorowego magazynu mody. Poniżej przegląd wątku geja-przyjaciela w kilku z nich.
Helen Fielding w swojej książce Dziennik Bridget Jones tytułową bohaterką uczyniła młodą kobietę, która na kartki pamiętnika przelewa swoje codzienne perypetie, problemy i uczuciowe frustracje. Bridget otacza kilkoro najbliższych przyjaciół, wśród których jest Sharon, wojująca feministka, Jude tkwiąca w toksycznym związku oraz gej o imieniu Tom, który jest jej najlepszym lekarstwem – „na złamane serce bądź paznokieć”. Bohaterka ma dość liberalne poglądy na jego odmienność, co dość zabawnie skonfrontowano w książce z poglądami jej matki:
– To zwykłe lenistwo, kochanie. (...) Po prostu nie chce im się nawiązywać głębszych kontaktów z płcią przeciwną. Weź swojego Toma. Naprawdę uważam, że gdyby miał choć odrobinę oleju w głowie, chodziłby z tobą jak chłopak z dziewczyną, zamiast bawić się w jakąś absurdalną „przyjaźń”.
– Mamo – powiedziałam – Tom zrozumiał, że jest gejem, kiedy miał dziesięć lat.
– Kochanie! Doprawdy! Ludzie mają różne głupie pomysły, ale zawsze można je im wyperswadować.
Ilekroć książce pojawia się pytanie, czy przyjaźń między kobietą a mężczyzną jest możliwa, konkluzją jest humorystyczne stwierdzenie – tak, ale tylko wtedy, kiedy mężczyzna jest gejem. Postać Toma występuje także w drugiej części książki pt. W pogoni za rozumem, jak również w ekranizacjach obydwu części.
Podobną postać można znaleźć w książce polskiej autorki Izabeli Sowy pt. Smak świeżych malin (2002). Główne bohaterki Malinę, Ankę, Ewę, Jolę oraz dopełniającego to towarzystwo geja Leszka, łączy przyjaźń i cel, jakim jest znalezienie swojej drugiej połówki. Powieściowe perypetie zakończą się romantycznie, również dla tego ostatniego, dla którego szczęście zmaterializuje się jako Miguel: mocna opalenizna, kolczyk w uchu, na włosach dwa litry żelu z brokatem.

### Bohaterowie fantasy i science fiction
Postacie LGBT znalazły swoje miejsce również w fantastycznych światach kreowanych przez twórców gatunków fantasy i science fiction. Gejów i lesbijki jako bohaterów umieściły m.in. Rachel Pollack w Matce chrzestnej Noc i Ewa Białołęcka w cyklu Kroniki Drugiego Kręgu. O dyskretnych nawiązaniach do homoseksualizmu mówi się w przypadku takich utworów jak Sokolniczka i Mgły Avalonu Marion Zimmer Bradley i dylogii Tillu i Kerlew Robin Hobb. Joanne Kathleen Rowling, autorka cyklu o Harrym Potterze na spotkaniu autorskim określiła jako geja jednego z bohaterów, Albusa Dumbledore’a – jego jedyną romantyczną miłością miał być czarodziej Grindelwald, jednak w ostatniej części cyklu Harry Potter i Insygnia Śmierci trudno doszukać się tego wątku. Miłość lesbijska łączy bohaterki trylogii Johna Varleya (Tytan, Czarodziejka, Demon).
Spore, choć poboczne wątki homoseksualne można znaleźć w utworach Mercedes Lackey (trylogie Strzały królowej i Ostatni mag heroldów). Pisarka ta podejmuje próbę analizy problemów, z jakimi zmagają się bohaterowie odmienni seksualnie, określani w wykreowanym przez autorkę świecie jako shayn. Niektórzy spośród tych bohaterów stoją na uprzywilejowanej pozycji społecznej, mają szacunek i przywileje, a mimo to czują się wyobcowani i niezrozumiani. Ich orientacja budzi niechęć lub wstręt, czasami są posądzani o rozwiązłość, mężczyznom przypisuje się zniewieściałość, zaś kobietom maskulinizację itp.
O odrzuceniu i braku akceptacji mowa jest również w serii o wiedźminie Andrzeja Sapkowskiego, który z takich postaw uczynił jeden z motywów przewodnich swojej sagi. Tu odrzucana i stygmatyzowana jest bowiem każda istota, która ośmiela się być inna od zapyziałego pospólstwa. W cyklu Sapkowskiego pojawia się m.in. para kobieca Ciri i Mistle. O epizodzie lesbijskim wspomina się przy postaci Triss Merigold.
Wśród bohaterów u takich autorek jak Lynn Flewelling (Na tropach ciemności, Szczęście w mrokach) i Anne McCaffrey (Jeźdźcy smoków) i Elizabeth Moon (Córka owczarza) związki jednopłciowe nie stanowią problemu. W wykreowanych przez autorki światach nie wzbudzają one sensacji, agresji czy nawet zniesmaczenia – po prostu są. I tak stworzony świat, według opinii niektórych recenzentów, „to jest dopiero fantasy”.

### LGBT jako bohaterowie komiksów
Homoseksualni lub biseksualni bohaterowie pojawili się po raz pierwszy w komiksach o charakterze pornograficznym wydawanych w okresie międzywojennym. Wśród tytułów z tego okresu wymienia się Tijuana Bibles drukowany w Meksyku i rozprowadzany nielegalnie w USA, a przedstawiający pornograficzne karykatury ówczesnych postaci popkultury. Pierwszym wydawnictwem przedwojennym o queerowym zabarwieniu był komiks Madame Fatal, którego superbohater dokonywał walecznych czynów w kostiumie kobiecym. Po latach cenzury komiksów w USA pierwsza postać sympatycznego geja została stworzona w 1976 r. przez Garry’ego Trudeau, a rok później w Cathartic Comics wśród postaci znaleźli się homoseksualni czarnoskórzy, jednak wyraźne zmiany w podejściu do tematu nastąpiły dopiero w latach 80. XX w. Rok 1980 przyniósł lesbijkę jako jedną z bohaterek w Detectives Inc. A remebrance of threating green, a rok 1982 pierwszy komiksowy pocałunek gejowski. Odnotowuje się również jako ważne wydarzenie postać Maggie Sawyer w serii Superman, która była lesbijką i wychowywała córkę.
Od lat 80. do połowy lat 90. w Stanach Zjednoczonych ukazywał się rocznik GayComix, a do feministycznego Wimen's Comics rozpoczęto dodawać tematykę lesbijską. W tym samym czasie Alison Bechdel rozpoczęła rysowanie Dykes To Watch Out For, kultowego wydawnictwa pokazującego bezkompromisowe życie kilku lesbijek. Wspomnieć też należy, że wśród wielu popularnych serii pojawiali się sporadycznie homoseksualni zniewieścialcy w charakterze kontrastu męskiego herosa lub jako prostytutki.
W latach 90. liczba komisów LGBT w USA wyraźnie wzrosła, a wśród ważniejszych tytułów wymienia się Pedro and Me rysowany przez Judd Winick (nominowany do Pulitzera) i Fun Home autorstwa Alison Bechdel (nagrodzony m.in. tytułem książki roku magazynu „The Times”). Wśród popularniejszych komiksów o kampowym charakterze wymieniane są Chelsea Boys, The Mostly Unfabulous Social Life of Ethan Green oraz Queer Duck.
Na europejskim rynku wydawniczym komiksów znajdują się stale pozycje kilku znanych twórców kojarzonych z homoerotyką:
- Tom of Finland, autor znanych skądinąd erotycznych i pornograficznych rysunków umięśnionych męskich ciał, rysowanych w rozpoznawalnym, charakterystycznym dla tego autora stylu,
- Ralf König, niemiecki twórca humorystycznych i dość bezkompromisowych komiksów gejowskich,
- Hugues Barthe, który zyskał popularność we Francji takimi pozycjami jak Dans la peau d'un jeune homo, delikatnymi w formie i wyrazie a przeznaczonymi głównie dla nastolatków.

Wśród ciekawych europejskich projektów komiksowych było m.in. wydanie rysunkowych wersji dzieł Oscara Wilde’a Bądźmy poważni na serio (Männerschwarm Verlag) i Portretu Doriana Graya (wydawnictwo Marvel).
Polski komiks na tym tle wygląda mizernie. W jednym z odcinków serii Wilq Superbohater autorstwa Tomasza i Bartosza Minkiewiczów znalazł się Carotino, marchewkowy pederasta – produkt naukowego eksperymentu, z którym męscy bohaterowie rozprawiają się szybko i z łatwością przeganiają „to ścierwo”.
Jedynym dotychczas polskim wydaniem gejowskiego komiksu jest importowany z Niemiec, humorystyczny Konrad i Paul. Big Dick Ralfa Königa opublikowany w 2008 r. przez wydawnictwo Abiekt.pl Wojciecha Szota.

### Wątki homoseksualne w mandze i anime

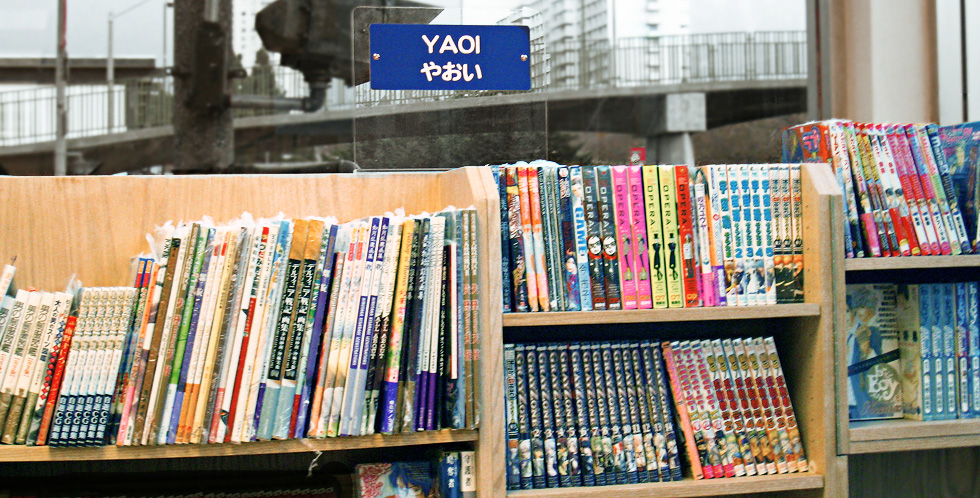
Publikacje yaoi w japońskiej księgarni

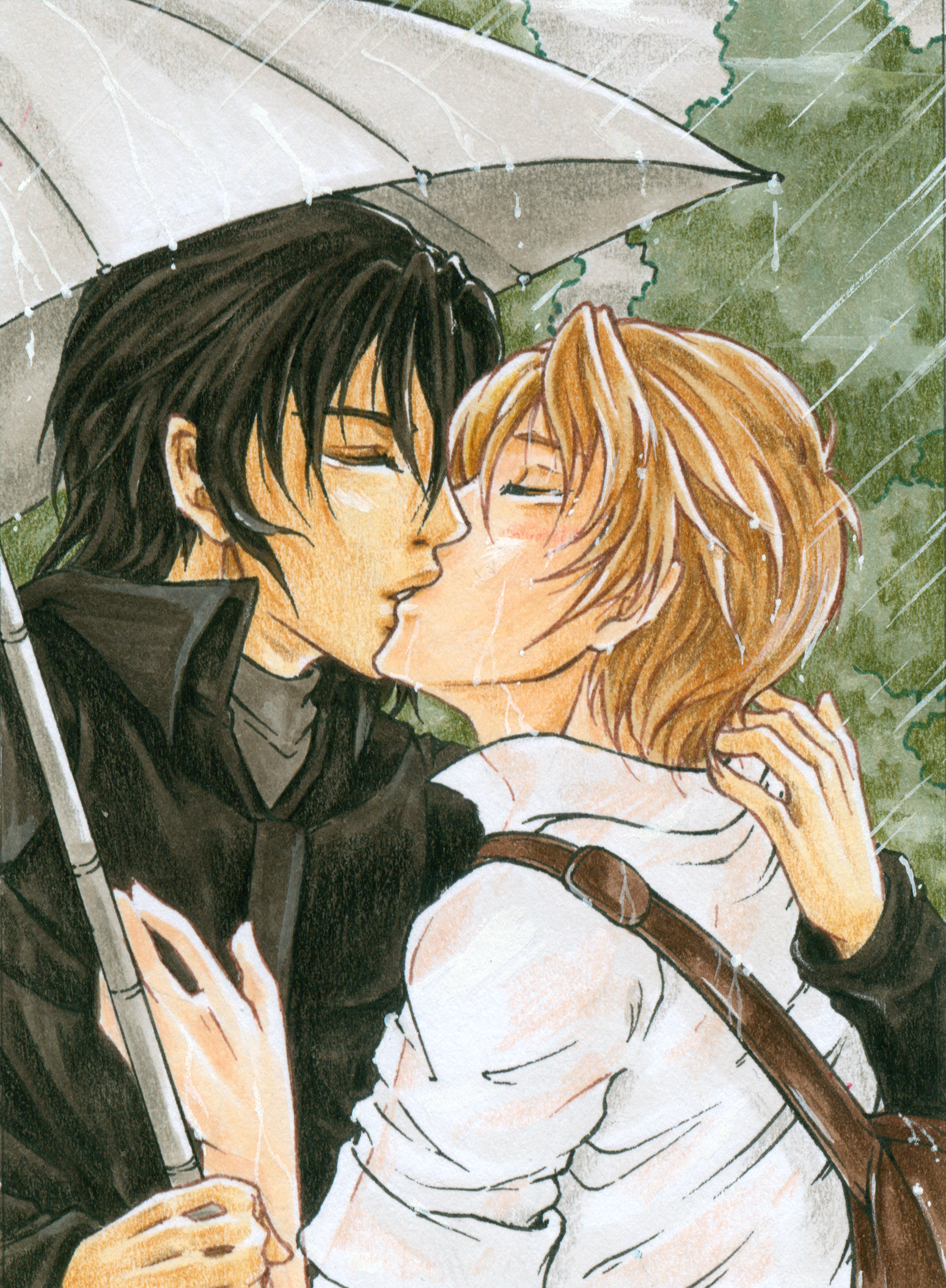
Grafika yaoi

Zarówno w japońskim komiksie jak i w produkcjach animowanych wątki osób homoseksualnych nie należą do rzadkości. W japońskich komiksach panuje duże zróżnicowanie – między nimi można znaleźć zarówno pornograficzne one-shoty, jak i wielotomowe serie o skomplikowanej fabule. Wśród gatunków mangi wyróżnia się takie podgatunki jak:
- Yaoi, których fabuła skupia się na związkach męsko-męskich. Jego lżejszą odmianą jest shōnen-ai, w której nie przedstawia się scen zbliżeń, co najwyżej nawiązuje się do nich. W niektórych yaoi występuje stereotypowy podział partnerów na „bardziej męskiego, aktywnego” seme oraz „bardziej kobiecego, pasywnego” uke.

Ai no kusabi: Miłość na uwięzi – manga, której autorką jest Rieko Yoshihara. Akcja dzieje się w przyszłości, na planecie Amoi w mieście Tanagura. Miastem zarządza superkomputer Jupiter. Społeczeństwo planety dzieli się na kasty, z których najwyższą stanowię blondyni (blondies), a najniższą ludzie o czarnych włosach. Odsetek kobiet jest niewielki i, aby zapobiec mieszaniu się klas, naturalnie rozmnażanie niemalże nie występuje. W takim oto świecie Iason Mink, członek elity, zakochuje się w swojej „zabaweczce”, „zwierzątku”, „maskotce” (ang. „pet”) – Rikim, kastowym mieszańcem ze slumsów.
Zetsuai 1989 Manga Minami Ozaki oraz i anime oraz ich kontynuacja Bronze: Zetsuai Since 1989 na jej podstawie. Piosenkarz Kōji Nanjo prześladuje pewne wspomnienie z dzieciństwa, dotyczące pewnej niezwykłej dziewczyny grającej w piłkę nożną, Takuto Izumi. Gdy leży pijany na śmietniku, ktoś odnajduje go i udziela mu pomocy. I okazuje się, że to właśnie Izumi – i że wcale nie jest dziewczyną. Bohaterowie męczą się z problemami środowiskowymi, rozterkami wewnętrznymi, tragiczną przeszłością.
Kaze to ki no uta – 17-tomowa manga Keiko Takema i anime. Dziewiętnastowieczna Francja, elitarna szkoła dla chłopców w Laconblade. 14-letni Serge Batouille, nowy uczeń cygańskiego pochodzenia dowiaduje się, że jego współlokatorem jest Gilbert Cocteau. Słynie on z urody i z tego, że sypia ze starszymi kolegami, aby załatwić sobie wyniki testów. Serge chce nakłonić Gilberta do zmiany postępowania, ale sprawa okazuje się nie taka prosta.
FAKE: Manga Sanami Matō i anime na jej podstawie. Dee Laytner i Randy „Ryo” Maclean są policjantami w Nowym Jorku. Fabuła to komedia kryminalna z wątkiem romansowym.
Kyō kara maō! – manga Tomo Takabayashi i anime na jej podstawie. Głównym bohaterem jest tu Yuri Shibuya, piętnastolatek kochający baseball. Pewnym sposobem, zupełnie przypadkowo dostaje się do równoległego świata, gdzie okazuje się wyczekiwanym królem rasy demonów. Otacza go mały „harem” – między innymi narzeczony Wolfram (przypadkowe zaręczyny – kto by pomyślał, że według lokalnych zwyczajów spoliczkowanie jest prośbą o rękę), beznadziejnie ubóstwiający swego króla Gunter, szlachetny Konrad, oraz ponury Gwendal. Komedia i parodia.
Kizuna manga autorstwa Kazumy Kodaki. Głównymi bohaterami „Kizuny” jest gejowska para studentów, mieszkających razem. Ranmaru Samejima jest byłym mistrzem Japonii w kendō, a Kei Enjōji nieślubnym synem szefa yakuzy. Ojcu nie podobał się gejowski związek syna, więc zorganizował zamach na życie swego potomka. Ranmaru uratował życie Keia, ale sam odniósł tak poważne obrażenia, że musiał zrezygnować z kariery sportowej. Kolejnym problemem jest Kai, czyli przyrodni brat Enjōjiego, który zamierza odebrać bratu partnera.
Maki Murakami Gravitation: Młody wokalista zespołu Bad Luck, Shuichi Shindou, spaceruje po parku i szuka natchnienia. Wiatr wyrywa mu szkic. Podnosi go Yuki Eiri, sławny autor romansów. Wygłasza krytyczną opinię i odchodzi. Shuichi strasznie przejmuje się słowami Eiriego i postanawia go odszukać... i tak zaczyna się popularny romans shonen-ai.
Yun Kōga Loveless: W świecie Loveless ludzie posiadają kocie uszy i ogon, które tracą wraz z utratą dziewictwa. Seimei, brat 12-letniego Ritsuki Aoyagi zginął w tajemniczych okolicznościach. Chłopiec popada w depresję, zaczytuje się w filozofii Nietzschego, ma złe stosunki z matką i uczęszcza na terapię. Soubi Agatsuma zaś ma 20 lat i studiuje na Akademii Sztuk Pięknych; był dawnym partnerem brata Ritsuki. Ich prawdziwe imiona to „Loveless” (ten bez miłości) dla Ritsuki oraz „Beloved” dla Soubiego. Wyjaśnia się tajemnica śmierci brata. Otóż istnieją magiczni wojownicy, którzy działają w parach wojownik/ofiara. Wojownik atakuje, ale ataki przeciwnika przejmuje „ofiara”. Seimei był dawną ofiarą Soubiego – i zginął, co jest hańbą dla wojownika. Wielu chce go zabić.
Marimo Ragawa New York New York (N.Y.N.Y.): Nowojorski policjant Kain Walker starannie ukrywa fakt, że jest gejem. Nie interesują go stałe związki, dopóki nie spotyka Mela Fredericsa, który zmienia jego życie. Manga porusza takie tematy jak życie w ukryciu, coming out, AIDS, tragiczna przeszłość. Wydano 4 tomy tej mangi.
- Yuri (dosł. lilia) to zaś manga opowiadająca o związkach między kobietami. Jej odmianą to shōjo-ai (dziewczęca miłość). Osoba bardziej dominująca w fabularnym związku bywa nazywana „otoko-yaku” (według zachodniego nazewnictwa „butch”, „tomboyish”), strona pasywna zwana jest „musume-yaku” („femme”). Pochodzenie tych terminów wywodzi się z japońskiego teatru Takarazuka Revue, w którym grają wyłącznie kobiety. Masume-yaku odgrywają role kobiece, a otoko-yaku przebierają się za mężczyzn.

Chiho Saitō Rewolucjonistka Utena: Manga i serial anime. Utena Tenjō, po stracie rodziców, została uratowana przez tajemniczego księcia. Wręczył jej na pożegnanie różany pierścień. Książę zrobił na niej takie wrażenie, że sama postanowiła nim zostać. Nosi w szkole męski mundurek, jest dobra w sporcie. Pewnego razu zobaczyła, jak jej szkolny kolega znęca się nad swoją dziewczyną Anthy Himemiyą, czemu na szczęście kres położył przewodniczący samorządu. Później ten sam chłopak wywiesił na tablicy ogłoszeń list miłosny, który dostał od przyjaciółki Uteny. Zdenerwowana dziewczyna wyzwała go na pojedynek. Przy okazji okazało się, że Anthy jest Różaną Oblubienicą (wątek nadprzyrodzony), o którą toczy się walki, a ona sama staje się własnością zwycięzcy. Oburzona Utena wygrywa pojedynek i obiecuje odtąd bronić Anthy.
Riyoko Ikeda Mój drogi bracie.... Manga i anime. Szesnastoletnia Nanako Misonoo opisuje swe życie w listach do spotkanego studenta, nazywanego przez nią „starszym bratem”. Wśród zwierzeń pojawiają się takie tematy jak homoseksualizm, samobójstwo, narkotyki, rozwody oraz choroby psychiczne.
Haruno Nanae Pieta: Manga. Rio porzucona przez matkę, wychowywana jest przez macochę. Ma za sobą próby samobójcze i problemy emocjonalne, trafia w końcu pod opiekę psychologów. Samotna, choć pozornie obojętna i cyniczna zwraca uwagę na nową uczennicę Sahoko.
Hayase Hashiba Simoun: Świat targany konfliktem zbrojnym. Tu każdy rodzi się kobietą, by w wieku 17 lat zdecydować, jakiej się chce być płci. Tylko kobiety mogą pilotować myśliwce Simoun.
Kaishaku Kapłanki przeklętych dni (Kannazuki no miko): Manga i anime. Dwie przyjaciółki, Chikane, szkolna idolka, i Himeko, nieśmiałe i niezdarne dziewczę okazują się reinkarnacjami kapłanek Słońca i Księżyca, które mają ocalić świat. Jest jeszcze Souma, przyjaciel z dzieciństwa Himeko, zakochany w niej. Ten okazuje się wrogiem. Nie chce przy tym krzywdzić ukochanej i walczy ze sobą, z przeznaczeniem i siłami zła, by jej bronić. Chikane też kocha Himeko... Galimatias.
Naoko Takeuchi Czarodziejka z Księżyca Manga i anime. Chociaż nie jest to typowe yuri, to występująca tam para Haruki i Michiru zdobyła ogromną popularność. W komiksie Seiya była kobietą przebierającą się za mężczyznę, którą łączyła ją szczególna przyjaźń z Usagi.

### Kryminał i sensacja z wątkiem LGBT
W „złotym wieku” powieści kryminalnej rzadkie były wzmianki o homoseksualizmie, zarówno w klasycznej powieści detektywistycznej, której najbardziej znana przedstawicielka była Agatha Christie, jak i w czarnym kryminale typu powieści Chandlera czy Hammetta. Owszem, w kilku utworach Wielkich Dam powieści kryminalnej można znaleźć relacje, które współczesny czytelnik może interpretować jako związki lesbijskie: wysoce emocjonalne fascynacje (wzajemne lub jednostronne) między dziewczętami lub młodymi kobietami w Unnatural death Dorothy Sayers (1927) lub Trudnej decyzji panny Pym Josephine Tey (1946), bliskie związki pań w średnim wieku, z których jedna reprezentowała zdecydowanie zmaskulinizowany styl bycia, druga zaś przesadnie „kobieca” (np. Morderstwo odbędzie się... Agathy Christie z 1946), brak jest jednak w tekście jakiegokolwiek kontekstu seksualnego tych relacji. (Niektórzy badacze twórczości Christie piszą o pannach Hinchliffe i Murgatroyd z Morderstwo odbędzie się... wprost jako o parze lesbijskiej, zwracając też uwagę na życzliwy stosunek do nich zarówno autorki, jak i powieściowego otoczenia). Powoli ulegało to zmianie, i np. u Agathy Christie w 1957 roku wspomniany jest „kapelmistrz, który nie zajmuje się kobietami i ma inne gusta” (4.50 z Paddington), a w 1964 roku pojawia się już niezawoalowana wzmianka o homoseksualizmie czasowego podnajemcy domu panny Marple (Karaibska tajemnica). Postacie te są jednak jedynie wzmiankowane przez bohaterów lub narratora. Geje (przedstawieni stereotypowo jako zniewieściali) pojawiają się jako postacie u Ngaio Marsh (Death at the Dolphin) w 1967 roku.
Stereotypowe przedstawienia lesbijek i gejów dominowały w powieściach kryminalnych i sensacyjnych aż do lat osiemdziesiątych. Wśród postaci cyklu powieści Iana Fleminga z Jamesem Bondem wydawanych w latach 1953–1965 są również homoseksualiści, potraktowani w specyficzny sposób, zahaczający o homofobię, którą to przypisywano pisarzowi razem z mizoginizmem i rasizmem. Postacie LGBT to głównie „źli ludzie”, jak szefowa komórki KGB Rosa Klebb (Pozdrowienia z Rosji, 1957), para odrażających morderców Wint i Kidd (Diamenty są wieczne, 1956) czy zawodowy zabójca Francisco Scaramanga (Człowiek ze złotym pistoletem, 1965). Dla tego ostatniego agent Bond był nawet obiektem perwersyjnego seksualnego pożądania. Lesbijka Pussy Galore z Goldfingera (1959) początkowo stoi po stronie sił zła, jednak stając się sojuszniczką, daje się jednocześnie uwieść Bondowi. Tilly Masterton, lesbijka z fabuły tej samej książki, nie ulega heteroseksualnemu agentowi i choć działała po właściwej stronie, czekała ją przez to śmierć. Dla Iana Fleminga homoseksualizm wzmacniał negatywny obraz groźnej postaci, a lesbijki były kobietami, które „nie trafiły na właściwego mężczyznę”. Superagent Bond może je „naprawić”. Lesbijka – szefowa gangu (specjalizującego się w prostytucji) występuje też w powieści Serge’a Jacquemarda o płatnym mordercy Harrym Schultzu (Requiem dla króla zbrodni).
Detektywa-geja wprowadził do literatury kryminalnej Joseph Hansen, tworząc postać Dave’a Brandstettera. Pierwsza książka z tego cyklu (Fadeout) ukazała się w 1970 roku, ostatnia (A Country of Old Men) w 1991.
Lata osiemdziesiąte przyniosły pojawienie się bardziej licznych postaci LGBT wśród fikcyjnych przedstawicieli prawa lub detektywów. Postać policjanta-homoseksualisty (Mila Sturgisa), najlepszego przyjaciela i współpracownika głównego bohatera, występuje w serii powieści Jonathana Kellermana z psychologiem Alexem Delawarem (z których pierwszą jest Kiedy pęka tama, 1985 rok). Można też tu wspomnieć powieści Sarah Caudwell (Thus Was Adonis Murdered (1981), The Shortest Way to Hades (1985), The Sirens Sang of Murder (1989), The Sibyl in Her Grave (2000)), w których narracja pierwszoosobowa poprowadzona jest w taki sposób, że czytelnik nigdy się nie dowiaduje, czy narrator (detektyw amator, profesor Hilary Tamar) jest heteroseksualną kobietą, czy homoseksualnym mężczyzną.
Lesbijka-detektyw jako główna bohaterka powieści kryminalnej pojawiła się w 1984 roku w Amateur City amerykańskiej pisarki Katherine V. Forrest. W 1987 wydano pierwszą książkę Val McDermid z Lindsay Gordon, dziennikarką śledczą i zarazem lesbijką-aktywistką LGBT. Lindsay Gordon jest główną bohaterką cyklu sześciu powieści Val McDermid. W pozostałych cyklach autorstwa Val McDermid (seria powieści z Kate Brannigan oraz seria z Tonym Hillem i Carol Jordan) lesbijki są również ważnymi postaciami, bądź to jako przyjaciółki i współpracowniczki głównych bohaterek (Chris i Alexis w serii z Kate Brannigan), bądź ofiary lub sprawczynie zbrodni. Postać lesbijki, przyjaciółki głównej bohaterki powieści występuje również w Zabójczych rozkazach Sary Paretsky w cyklu powieści z V.I. Warshawski (1985).
W latach dziewięćdziesiątych pojawiły się stosunkowo liczne postacie lesbijek-detektywów w literaturze kryminalnej. Lesbijka jest główną bohaterką-detektywem w cyklu powieściowym z Kate Martinelli autorstwa Laurie R. King oraz w powieści Nicoli Griffith The Blue Place and Stay. Lesbijką jest też policjantka Hanne Wilhelmsen, główna bohaterka cyklu powieści Anne Holt (z których pierwsza jest Blind gudinne z 1993 roku). Motyw jest też obecny w powieściach Patricia Cornwell: lesbijką jest siostrzenica Kay Scarpetty, Lucy Farinelli, a jej związki i sytuacja jako agentki FBI są pobocznym motywem powieści cyklu, począwszy od Trupiej farmy, w której wiąże się z socjopatyczną Carrie Grethen. Do literatury, którą można by nazwać 'lesbijską powieścią kryminalną' można również zaliczyć powieści Stelli Duffy (Calendar Girl, Fresh Flesh).
Począwszy od lat dziewięćdziesiątych, motywy LGBT występują jako centralne u wielu współczesnych autorów powieści kryminalnych i sensacyjnych, z różnym ich naświetleniem. W cyklu powieści kryminalnych autorstwa szwedzkiego pisarza Henninga Mankela z komisarzem Kurtem Wallanderem jako główną postacią, motyw LGBT pojawia się na pierwszym planie w części pt. O krok (Steget efter, 1997). Ukrytą odmienność seksualną policjanci odkrywają u jednego ze swoich kolegów podczas śledztwa mającego wyjaśnić jego zabójstwo. W dochodzeniu przewijają się jeszcze dwaj inni homoseksualni mężczyźni, również starannie kryjący się ze skłonnościami – emerytowany dyrektor banku oraz drobny kanciarz-alkoholik. Rozwiązanie zagadki kryminalnej przynosi schwytanie psychopatycznego mordercy-homoseksualisty, który umykając śledczym, często kamuflował się pod przebraniem kobiety. Główny bohater zdecydowanie potępia postawy homofobiczne, czemu daje wyraz ostrą ripostą na słowa jednego z policjantów mówiącego o „zboczeńcach”. Mimo to homoseksualizm występuje w powieści Mankela zawsze jako wstydliwa skłonność, starannie ukrywana latami przez wyobcowanych społecznie ludzi. W podobnym stylu homoseksualizm wypływa jako wątek poboczny w śledztwie prowadzonym w części pt. Piąta kobieta (Den femte kvinnan, 1996). Tu homoseksualne preferencje policjanci odkrywają u szwedzkiego najemnika, którego pamiętniki znaleźli u jednej z ofiar seryjnego zabójcy.
Wśród sensacyjnych powieści Johna Grishama, autora znanego z zekranizowanych dzieł takich jak Raport Pelikana i Firma znajduje się powieść Bractwo (2000) oparta o wątek gejowski. Trzech byłych sędziów odsiaduje w jednym więzieniu federalnym długoletnie wyroki. Wszyscy trzej zdają sobie sprawę, że nie mają szans na uczciwe życie po wyjściu, więc swój spryt postanawiają wykorzystać, zawiązując tytułowe „bractwo”. Wymyślają sposób na zbicie majątku. W gejowskim czasopiśmie zamieszczają ogłoszenie „młody chłopak pozna starszego pana”. Otrzymują na nie całą masę listownych odpowiedzi. Wśród nadawców jest wielu mężczyzn, którzy panicznie boją się ujawnienia swoich preferencji seksualnych, bo mają sporo do stracenia. Bractwo nakręca szantaż przez korespondencję, podając się za przystojnego i młodego Ricky’ego. Usidlone ofiary płacą za milczenie. Fabuła powieści nabiera tempa, gdy jednym z korespondentów bractwa okazuje się pewien wysoko postawiony polityk.
Położenie gejów w Anglii lat 50. jest dominującym motywem w powieści Scandal in Belgravia (2000) Roberta Barnarda, w którym główny bohater Peter Proctor, zdymisjonowany minister spisujący pamiętniki, rozwiązuje zagadkę śmierci swego przyjaciela z lat młodości, błyskotliwego i sympatycznego młodego dyplomaty Timothy’ego Wycliffe’a, rzekomo pobitego na śmierć przez kochanka w 1956 roku. Sytuacja lesbijek pracujących w szkolnictwie jest pobocznym motywem w kilku powieściach kryminalnych Roberta Barnarda (School for Murder, Unholy Dying, Last Post).
Kryminalna fabuła Śmierci w darkroomie Edwarda Pasewicza z 2007 r. rozpoczyna się w Poznaniu, gdy policja rozpędza nielegalną kolorową paradę gejowską. Z manifestacji wyłapany zostaje młody gej, Igor i jak kilku innych zostaje przewieziony na posterunek. Jego ciało znalezione zostaje jeszcze tego samego dnia w centrum miasta, w darkroomie jednego z gejowskich lokali. Śledztwo w sprawie morderstwa jednak utyka w martwym punkcie i zostaje umorzone. Mimo to do Poznania przyjeżdża policyjny komisarz, Marcin Zielony, który zamiesza znaleźć mordercę brata.
W powieści Corduroy Mansions Alexandra McCall Smitha opublikowanej po raz pierwszy w 2008 r. brytyjskim dzienniku „The Daily Telegraph”, pojawia się postać homoseksualisty, który po latach odkrywa w sobie upodobanie do kobiet. Alexander McCall Smith jest popularnym w Wielkiej Brytanii pisarzem kryminałów. W połowie 2008 r. zapowiedział publicznie, że w następnych jego książkach będzie jeszcze więcej postaci gejów, lesbijek i osób biseksualnych, co można odebrać jako swoiste signum temporis pierwszej dekady początku XXI wieku.